# American Airlines
Pour les articles homonymes, voir American, AAL et AA.

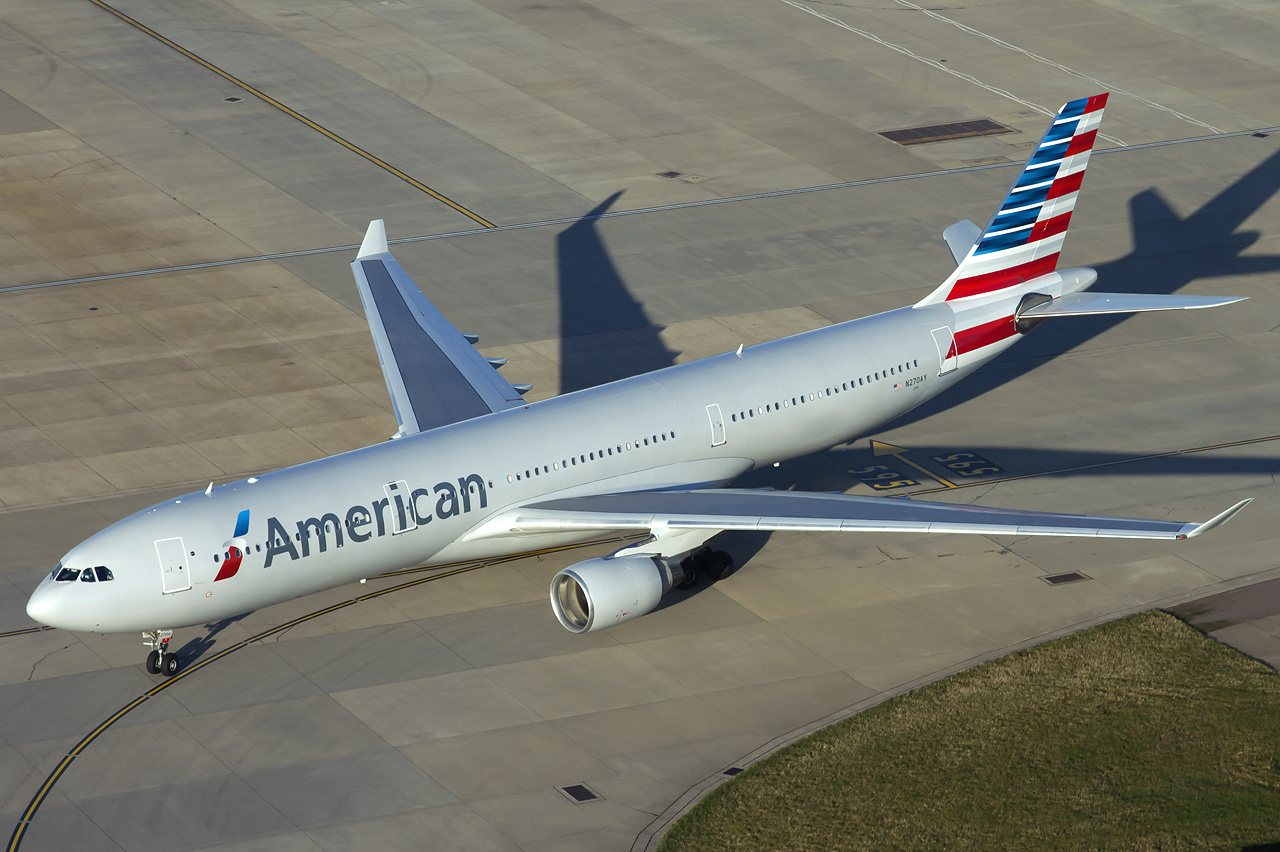
Airbus A330-300 d'American Airlines à Heathrow.

American Airlines (code AITA : AA ; code OACI : AAL) est une compagnie aérienne américaine. Elle exploite des vols intérieurs et internationaux depuis ses nombreux hubs (plates-formes) basés aux États-Unis. En 2018, c'est la plus grande compagnie aérienne au monde. 
Elle dessert, avec sa filiale régionale American Eagle, plus de 350 destinations dans plus de 50 pays et territoires avec plus de 6 700 vols quotidiens. Elle est contrôlée par AMR Corporation dont le siège social se trouve à Fort Worth, aux États-Unis dans l'état du Texas. En 2019, elle est au 68e rang du Fortune 500. American Airlines est membre fondateur de l'alliance Oneworld. En 2013, American Airlines et US Airways fusionnent et forment la plus grande compagnie aérienne au monde.

## Historique

### Années 1930
Au matin du 15 avril 1926, un jeune aviateur, Charles Lindbergh, s'envole à bord d'un DH-4 effectuant une livraison postale pour le compte de la Robertson Aircraft Corporation of Missouri de Chicago à Saint-Louis,. Ce vol est considéré comme le tout premier vol régulier de ce qui allait devenir plus tard American Airlines. En fait il n'avait rien de « régulier » puisque c'était une expérience, mais il est mis en avant comme un précédent historique par la publicité de la compagnie. 
À l'origine, soit en 1930, American Airlines s'appelait American Airways. Cette dernière était le résultat de la fusion de plusieurs filiales d'Aviation Corporation (Avco) et de la Robertson Aircraft Corporation of Missouri. En 1934, l'entreprise éprouvait de grandes difficultés économiques et, rachetée par Errett Lobban Cord, prit son nom actuel American Airlines. 
La même année, le 13 mai, Cyrus Rowlett Smith est nommé PDG de la compagnie aérienne, poste qu'il occupera jusqu'en 1968, mis à part pendant la Seconde Guerre mondiale. Le 25 juin 1936, A16 février 1937, elle reçoit son millionième passager. Le 10 juin 1939, American Airlines entre à la bourse de New York (NYSX).

### Années 1940

Douglas DC-3 Flagship en 1943.

Durant la Seconde Guerre mondiale, la moitié de la flotte de Douglas DC-3 d'American Airlines est affrétée par la U.S. Army. En 1941, American Airlines inaugure son vol New York-Toronto. En 1942, American Airlines développe un service de restauration appelé Sky Chefs pour ses passagers ainsi que les autres compagnies aériennes. En septembre de la même année, American Airlines inaugure ses vols El Paso-Monterrey et Dallas-Mexico. En 1944, American Airlines met en place le premier service aérien régulier intérieur aux États-Unis de transport de marchandises avec le Douglas DC-3, pour continuer par la suite durant les années 1950 avec des Douglas DC-6A et Douglas DC-7. 
Entre 1945 et 1950, American Airlines opère American Overseas Airlines (AOA), une division transatlantique qui dessert de nombreux pays européens. En 1946, American Airlines établit sa base d'entretien d'aéronefs à Tulsa en Oklahoma. En 1947, American Airlines met en service son premier Douglas DC-6, suivi du Convair 240 en 1948.

### Années 1950
En 1953, American Airlines introduit dans sa flotte le Douglas DC-7 et peut ainsi desservir la totalité des États-Unis continentaux en vols non-stop dans les deux directions. En 1957, elle inaugure un centre de formation pour son PNC, l'American Airlines Stewardess College à Dallas/Fort Worth. 
En janvier 1959, American Airlines introduit dans sa flotte le Lockheed L-188 Electra. Le 25 janvier 1959, elle est la première compagnie aérienne américaine à offrir des vols de la Côte Est à la Côte Ouest des États-Unis avec le Boeing 707, raccourcissant la durée de 8 à 5 heures de vol. L'aller simple coûtait à l'époque 115,50 $ avec un supplément de 10 $ pour des frais de service ou encore l'aller-retour à 231 $, soit 25 % moins cher que les avions à pistons de cette époque.

### Années 1960

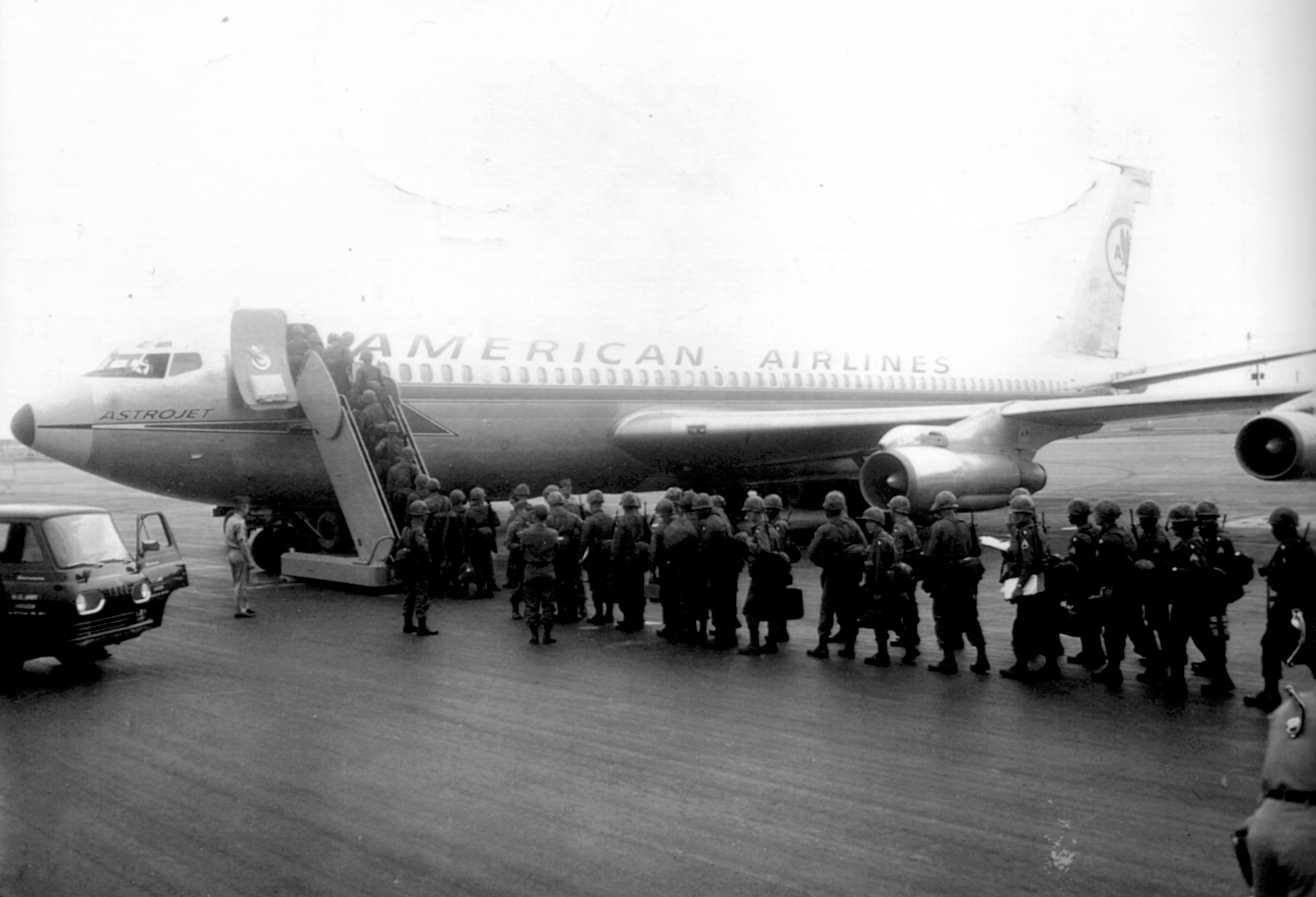
Boeing 707 Astrojet spécialement affrété par la U.S. Army en 1966.

En 1960, American Airlines et IBM conçoivent le système de réservation SABRE,. En 1962, elle introduit dans sa flotte le Convair 990 et en 1964 le Boeing 727. En décembre 1966, elle retire de sa flotte le Douglas DC-6. En 1968, elle est la première compagnie aérienne à commander le McDonnell Douglas DC-10.

### Années 1970

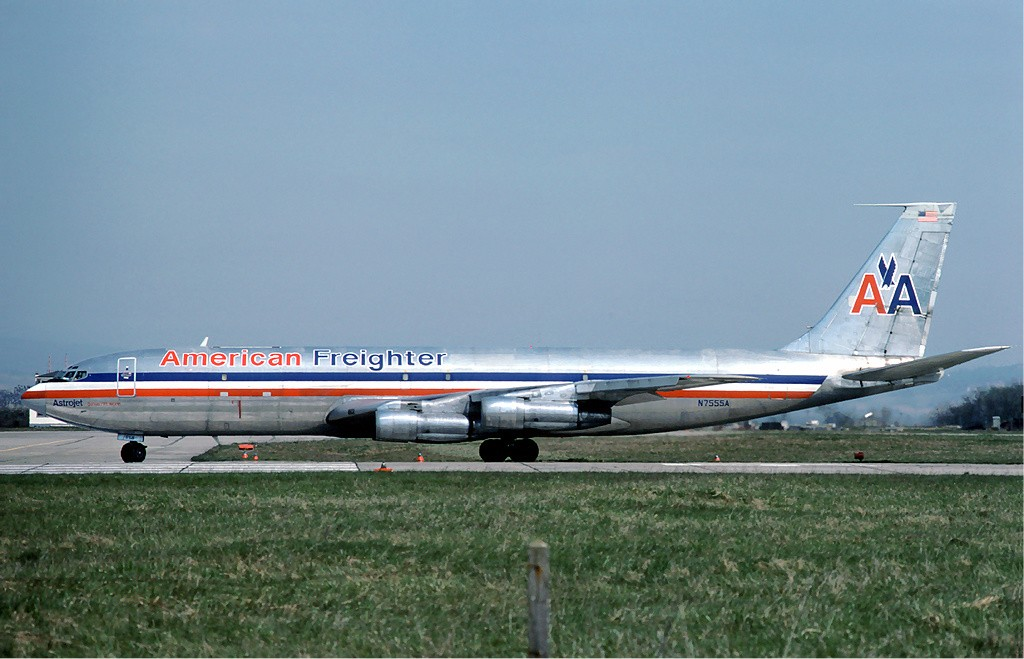
Boeing 707F en 1976

En 1970, American Airlines rachète la Trans Caribbean Airways étant établie à Porto Rico, elle acquerra ainsi dans les années 1970 plusieurs routes aériennes dans les Caraïbes. En mars 1970, American Airlines introduit dans sa flotte son premier Boeing 747,.
Elle en acheta 16 au total. Elle utilisera aussi des Boeing 747 pour le cargo pendant quelques années,. Le 5 août 1971, American Airlines effectue le premier vol commercial avec le McDonnell Douglas DC-10. Le 12 juin 1972, le vol 96 reliant Los Angeles à New York LGA via Détroit et Buffalo subit une décompression explosive d'une porte de soute cargo, l'avion se posa à Détroit ne faisant aucun mort. En 1973, Bonnie Tiburzi devient la première femme pilote à bord d'un Boeing 727 d'American Airlines. 
En 1974, la NASA acquit un des Boeing 747-123 d'American Airlines immatriculé (N905NA) pour s'en servir comme Shuttle Carrier Aircraft (avion de transport de navette),. En février 1974, Albert V. Casey est nommé PDG et CEO. En 1977, elle commence à desservir Montréal, Montego Bay, Kingston, Pointe-à-Pitre et Fort-de-France. En 1979, le siège social déménage de New York à Fort Worth. Le 20 janvier 1979, American Airlines inaugure huit nouvelles destinations, Albuquerque, La Nouvelle-Orléans, Las Vegas, Miami, Minneapolis/St-Paul, Reno, Tampa/St. Petersburg et St-Martin. Le 25 mai 1979, la compagnie connait sa plus grosse catastrophe avec le crash du vol 191 à Chicago O'Hare.

### Années 1980

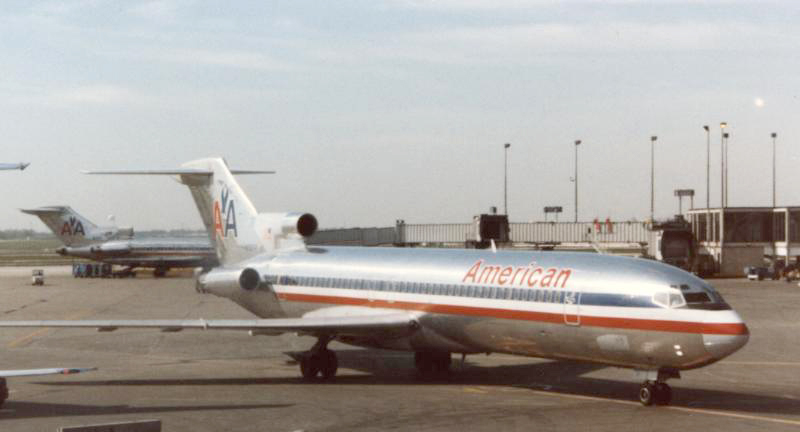
Boeing 727 en 1989

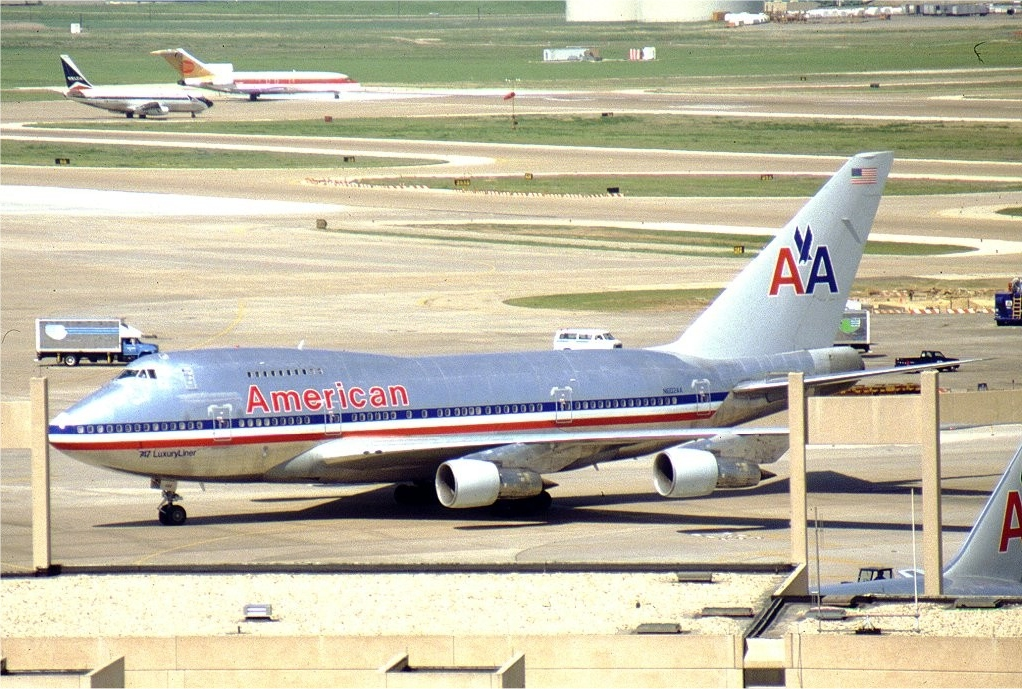
Boeing 747SP en 1989

En 1980, Robert L. Crandall devient PDG et CEO. En 1981, American Airlines introduit AAdvantage, le tout premier programme de fidélisation. La même année, le 11 juin, American Airlines établit son hub à Dallas-Fort Worth. Plus tard, elle ajoutera de nouvelles villes ainsi que de nouvelles routes aériennes pour renforcer son réseau. 
En août 1981, elle ne possède plus dans sa flotte de Boeing 707 et Boeing 707F les ayant tous mis à la retraite. En 1982, elle introduit dans sa flotte le Boeing 767 et établit son hub à Chicago-O'Hare. En mai 1982, les actionnaires approuvent une réorganisation d'American Airlines et la création d'un holding, AMR Corporation, devient ainsi la maison mère de la compagnie aérienne. Toujours en mai 1982, American Airlines inaugure sa liaison Dallas/Forth-Worth-Londres-Gatwick. En 1983, elle introduit dans sa flotte le McDonnell Douglas MD-80,. En 1984, American Airlines introduit American Eagle, un réseau de compagnies aériennes régionales, desservant les plus petites villes aux plus grosses. 
En 1985, 10 000 agences de voyages utilisent le système SABRE pour leurs réservations. En 1986, elle emploie déjà plus de 50 000 personnes, elle vend sa filiale Sky Chefs et fait l'acquisition d'Air California. Toujours la même année, elle inaugure ses vols vers Genève, Tokyo et Zurich. En 1989, American Airlines introduit dans sa flotte le Boeing 757
. Le 13 septembre 1989, American Airlines inaugure son 7e hub à Miami.

### Années 1990

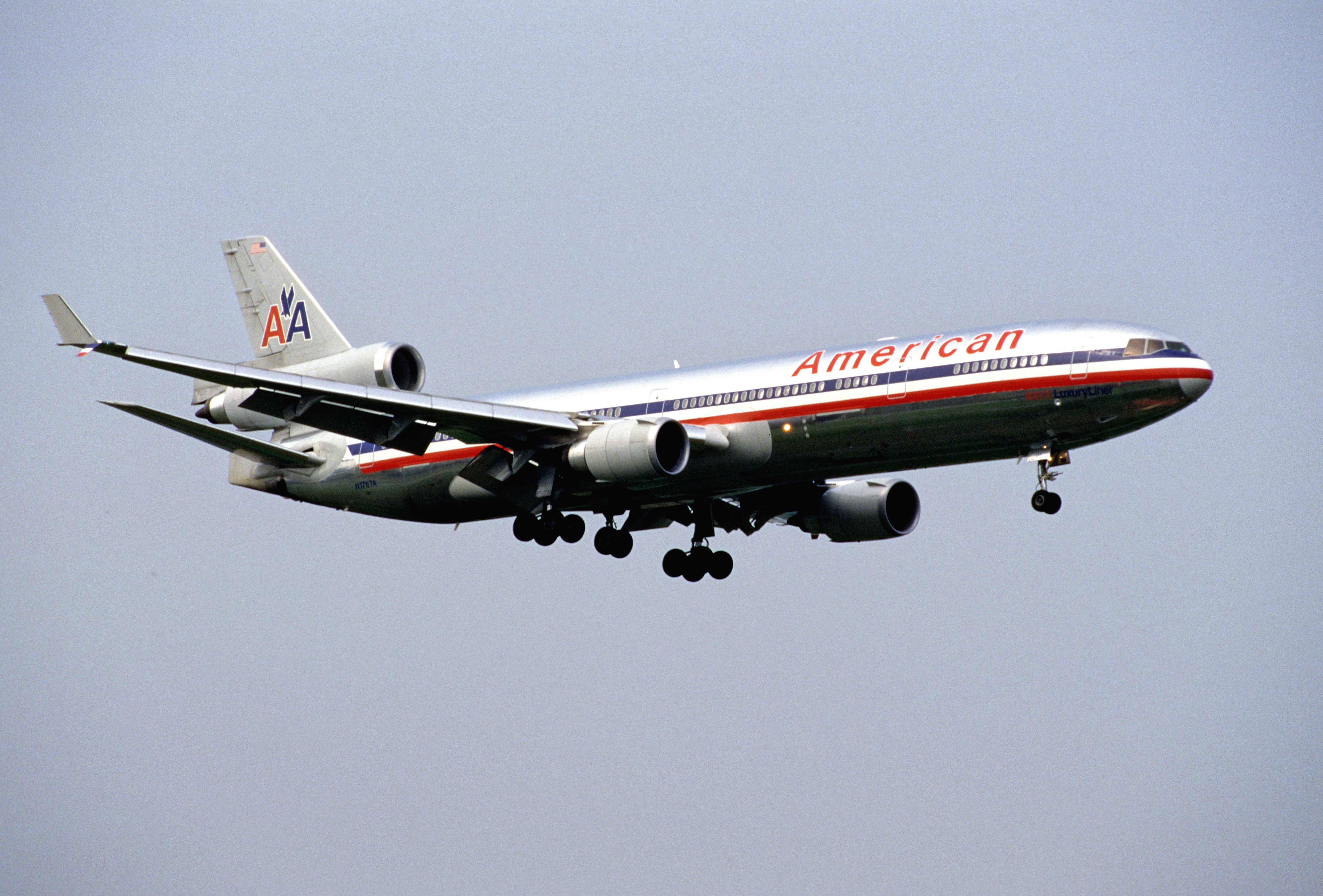
MD-11 dans les années 1990

En 1991, American Airlines reçoit son milliardième passager. La même année, elle introduit dans sa flotte le McDonnell Douglas MD-11. En 1992, elle instaure un nouveau service de classe premium, pour sa première classe et classe affaires American Flagship Service à destination de l'Asie, l'Amérique latine et l'Europe,, de plus elle inaugure ses vols vers Paris et Berlin. Le 3 juillet 1993, elle inaugure à Fort Worth, son propre musée, le American Airlines C.R. Smith Museum, En 1994, American Airlines arrête définitivement l'exploitation de ses Boeing 747, qu'elle retire de sa flotte. 
En 1995, elle lance son premier site internet. Le 20 décembre 1995, le vol 965 reliant Miami à Cali s'écrase contre une montagne à son approche sur Cali, faisant 159 morts et 4 survivants. Le 21 septembre 1998, American Airlines et quatre autres compagnies aériennes annoncent la création d'une future alliance appelée Oneworld qui entrera en fonction 1er février 1999. En 1999, American Airlines introduit le Boeing 777 et le Boeing 737-800 à sa flotte.

### Années 2000

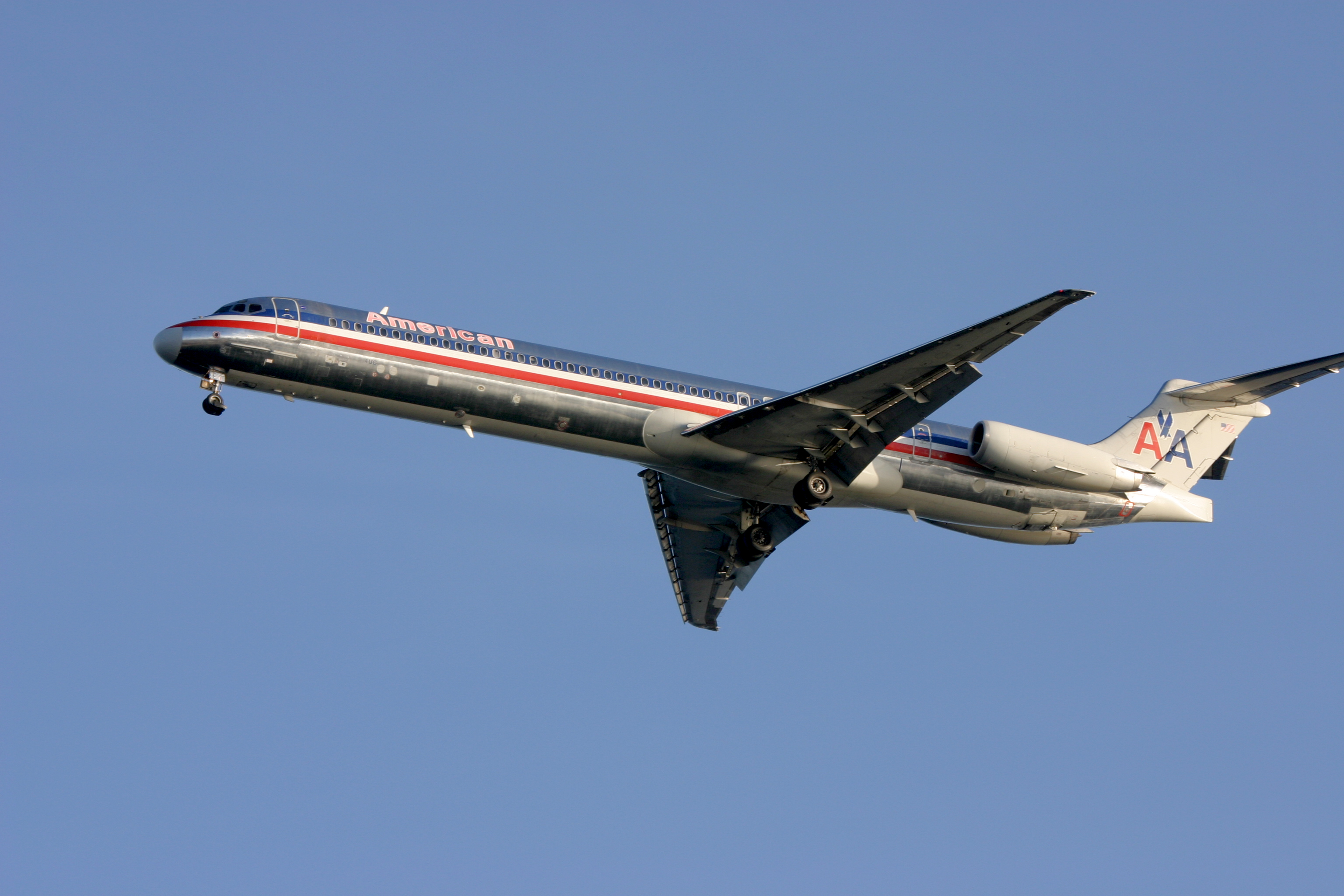
MD-80 en 2006.

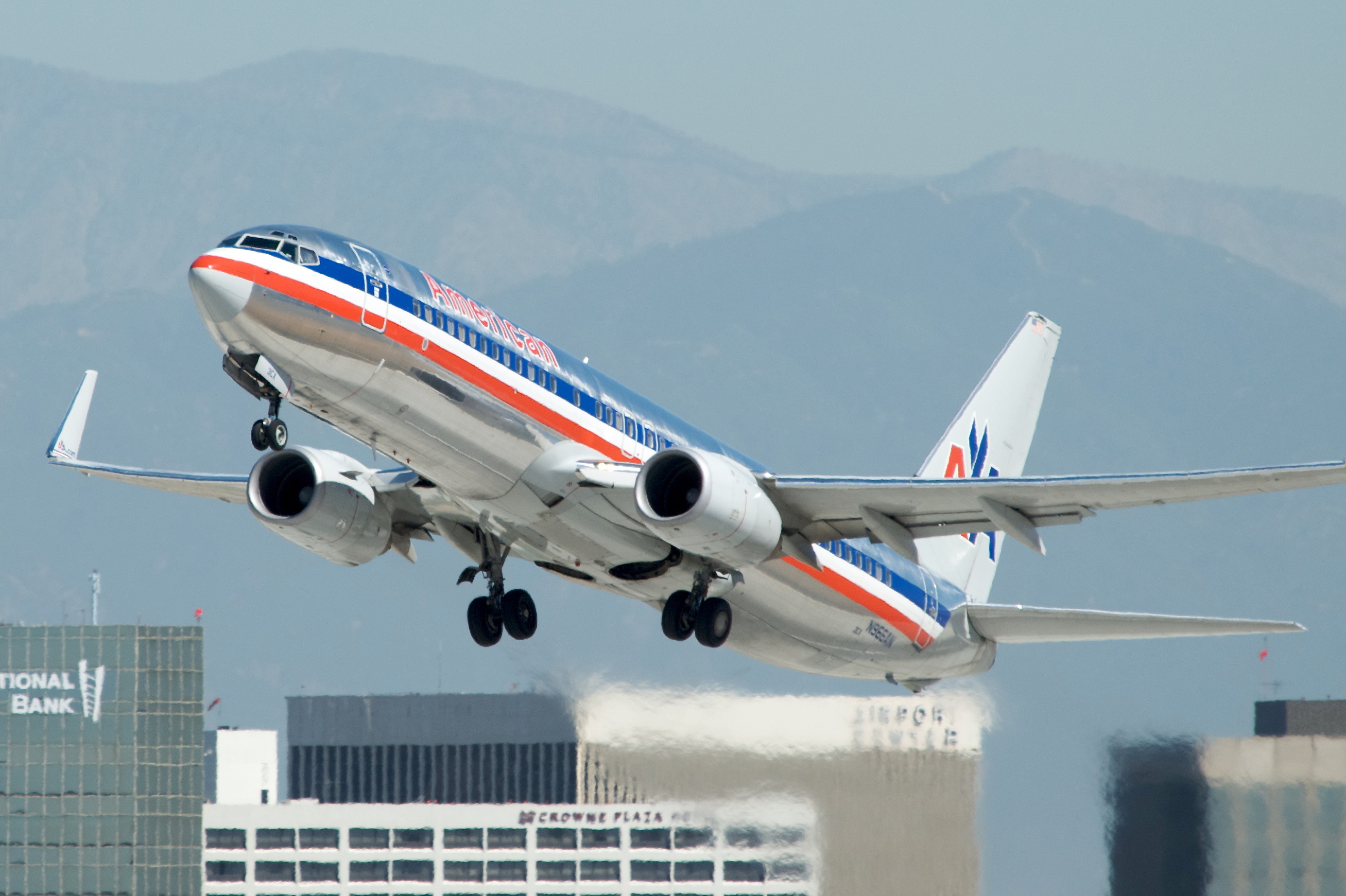
Boeing 737-800 en 2007.

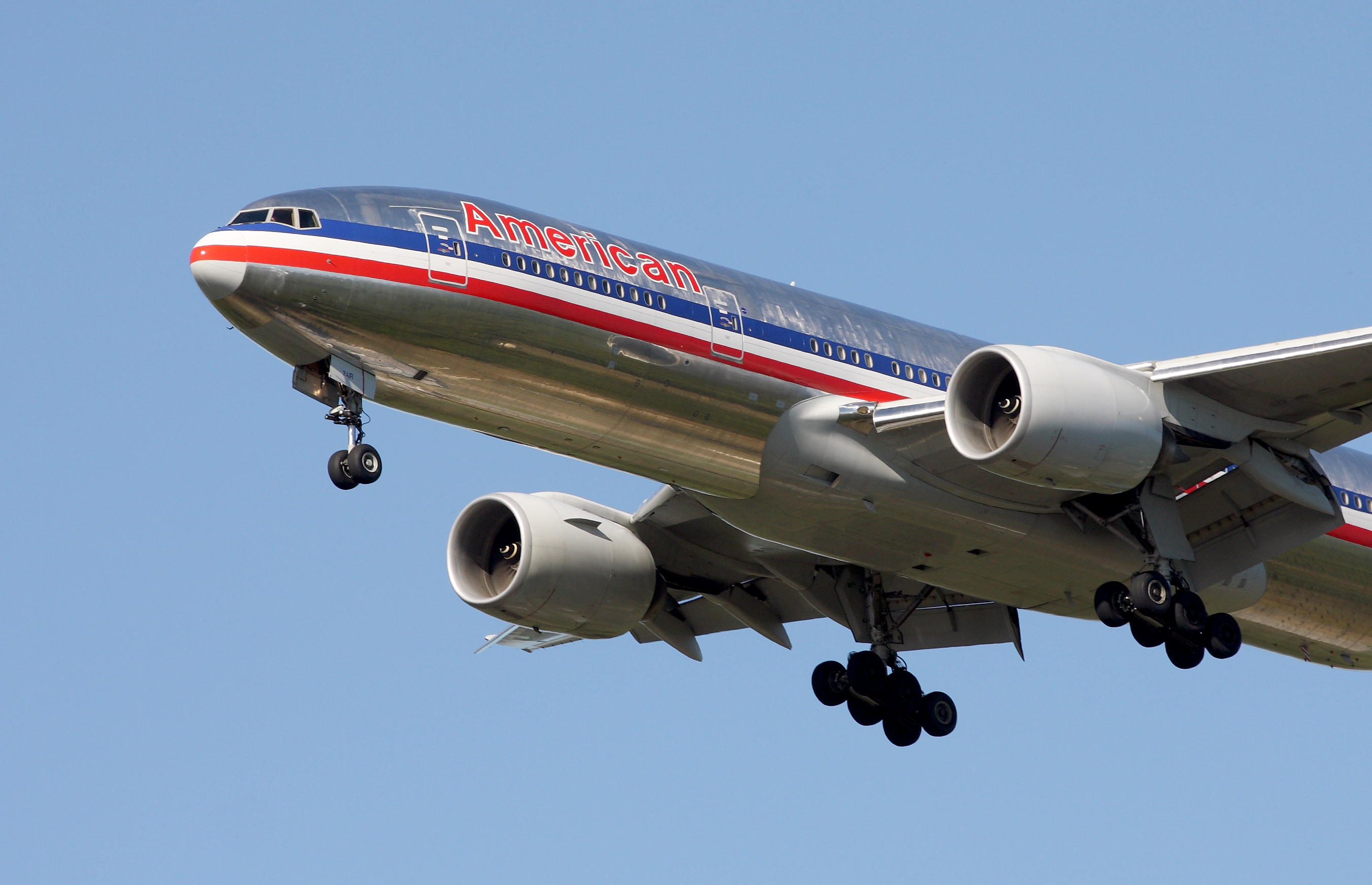
Boeing 777-223ER en 2009.

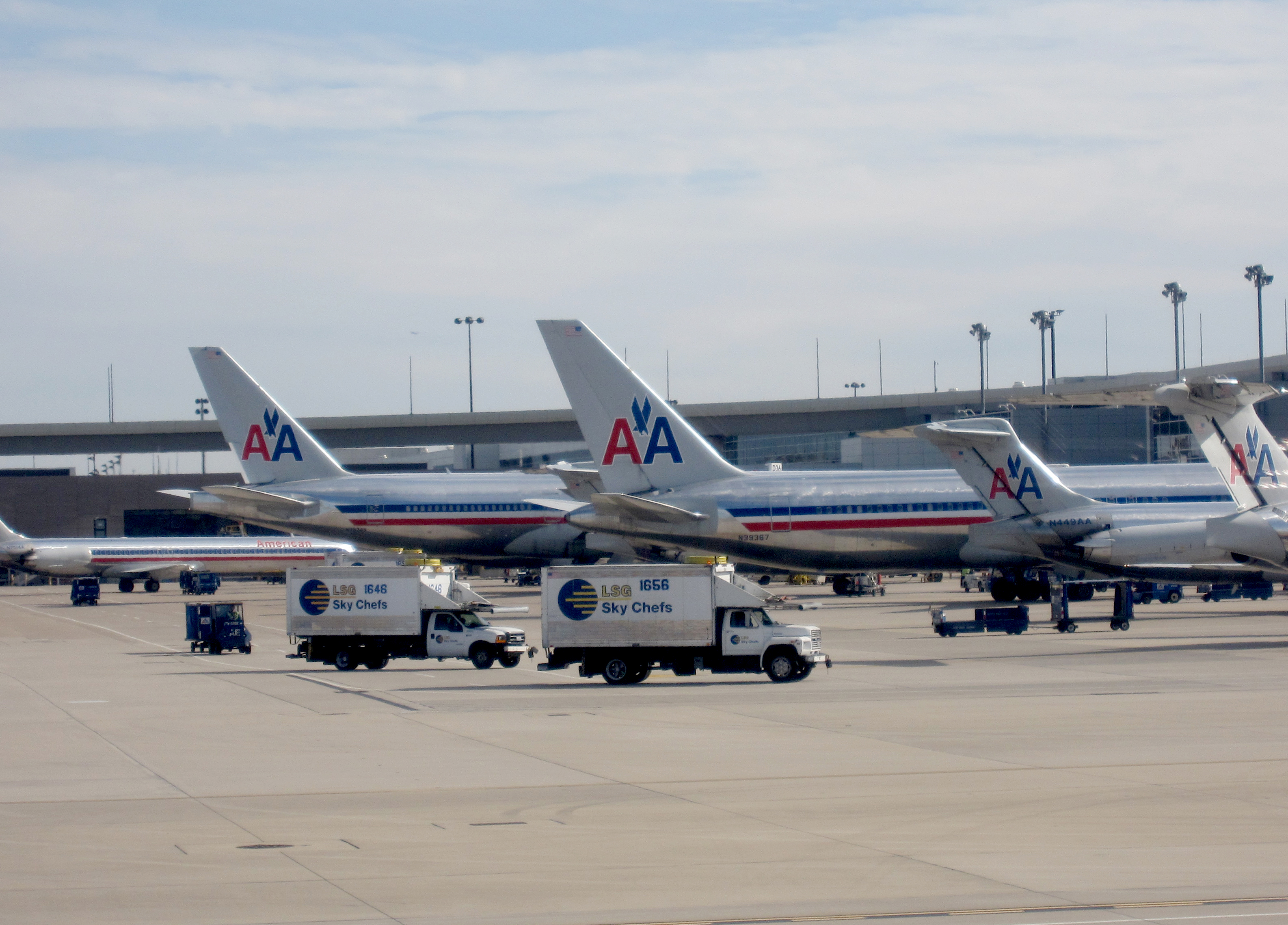
American Airlines à DFW en 2009.

En avril 2001, la Trans World Airlines est rachetée par American Airlines. Le 11 septembre 2001, deux avions (le vol 77 et le vol 11) de la compagnie furent détournés par des terroristes. Le vol 11 s'écrasa sur la tour nord du World Trade Center et le vol 77 sur le Pentagone. 
Le 12 novembre 2001, le vol 587 reliant New York à Saint-Domingue s'écrase au décollage faisant 265 morts. Le 23 décembre 2001, Richard Reid se fait arrêter en essayant de faire exploser le vol 63 entre Paris et Miami. 
En avril 2002, American Airlines inaugure une nouvelle route aérienne entre New York et Tokyo, faisant ainsi sa quatrième entrée au Japon. Le 14 janvier 2004, American Airlines célèbre le 30e anniversaire du premier vol commercial à l'aéroport international de Dallas-Fort Worth. En mai 2004, Gerard Arpey devient l'actuel PDG d'AMR Corporation et d'American Airlines. En 2005, American Airlines inaugure sa plus longue route aérienne entre Chicago et Delhi. 
Le 2 avril 2006, American Airlines inaugure son premier vol vers la Chine avec un Boeing 777 en lançant son vol quotidien Chicago - Shanghai. En 2007, American Airlines emménage au nouveau Terminal 8 de l'aéroport international John-F.-Kennedy, après des travaux d'un coût de 1,3 milliard de dollars. En 2008, American Airlines devient le premier transporteur américain à proposer une connexion haut débit WiFi sur ses vols intérieurs. 
Le 15 octobre 2008, elle annonce qu'elle planifie la commande de 42 Boeing 787-9 Dreamliner et 58 en option. Elle devrait recevoir ses premiers Boeing 787 début septembre 2012 et ce jusqu'en 2018. En décembre 2008, American Airlines annonce une nouvelle route aérienne entre Dallas et Madrid qui entrera en service le 1er mai 2009. En février 2009, American Airlines et ses partenaires aériens, membres de l'alliance oneworld, célèbrent leur 10e anniversaire. En avril 2009, American Airlines reçoit ses deux premiers (d'une commande de 76) nouveaux Boeing 737-800 qui remplaceront à long terme ses vieux MD-80. 
Le 11 juin 2009, American Airlines effectue depuis l'aéroport Paris-Charles-de-Gaulle vers l'aéroport international de Miami, son premier vol vert avec un Boeing 767,. Le 14 septembre 2009, American Airlines manifeste son intérêt pour un rachat d'une partie du capital de Japan Airlines qui souffre de la crise financière, son concurrent américain Delta Air Lines ainsi qu'Air France-KLM seraient aussi intéressés,. Le 22 décembre 2009, le vol 331 d'American Airlines Miami - Kingston dérape et sort de piste à l'atterrissage en Jamaïque, les 148 passagers et 6 membres d'équipage survivent mais l'on dénombre 90 blessés.

### Années 2010

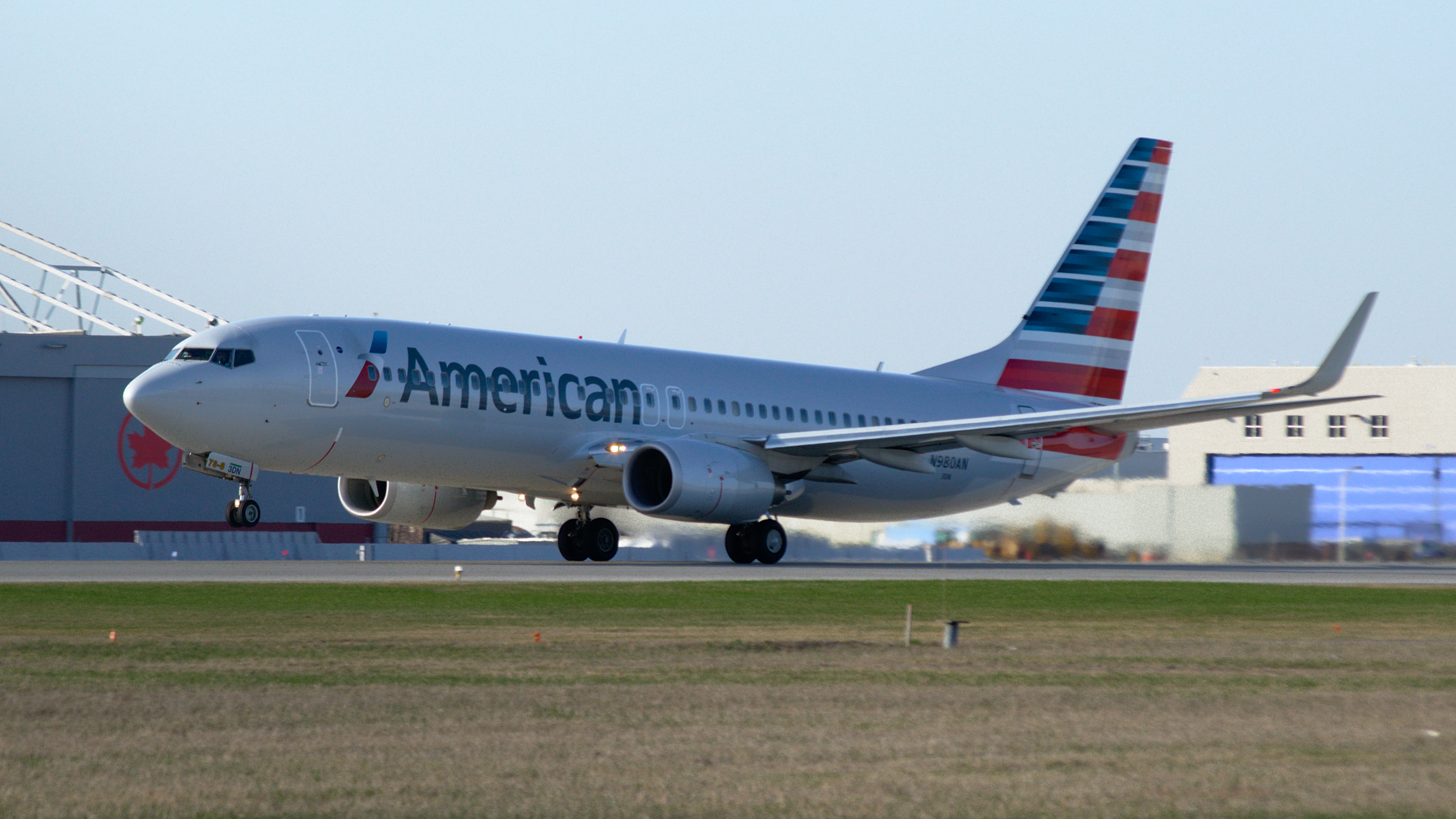
American Airlines 737-800 à YUL en 2013

Janvier 2010, American Airlines continue de livrer bataille avec sa rivale américaine Delta Air Lines pour investir dans la compagnie japonaise pour ainsi garder Japan Airlines dans l'alliance Oneworld mais principalement pour qu'American Airlines puisse accroître sa part dans le lucratif marché asiatique. Le 9 février 2010, American Airlines annonce que Japan Airlines a choisi de rester avec Oneworld et de renforcer son partenariat avec la compagnie aérienne américaine pour ainsi profiter de la libéralisation du trafic offerte par l’accord «ciel ouvert» récemment signé entre les États-Unis et le Japon,. 
Le 31 mars 2010, American Airlines annonce qu'elle travaillera conjointement avec JetBlue Airways pour offrir une meilleure connexion de ses vols internationaux avec cette dernière pour le marché clé de la Côte Est américaine. De plus, elle annonce qu'elle offrira 7 nouvelles destinations ainsi que 23 vols additionnels depuis et vers New York/JFK et New York/LGA, et investira 30 millions de dollars dans ses infrastructures aéroportuaires à New York/JFK et New York/LGA. Le 7 mai 2010, American Airlines annonce qu'elle a reçu son accord du Département des Transports des États-Unis pour voler vers Tokyo-Haneda depuis New York/JFK à partir du 1er octobre 2010. 
Le 25 mai 2010, American Airlines inaugure finalement son vol Chicago-Pékin après plusieurs mois de retard. Le 21 juillet 2010, American Airlines annonce au Salon aéronautique de Farnborough, la commande de 35 Boeing 737-800 pour livraison en 2011 et 2012 pour ainsi renouveler sa flotte pour remplacer ses vieux MD80. Le 6 octobre 2010, American Airlines annonce deux nouvelles destinations pour avril/mai 2011, soit Budapest en Hongrie depuis New York/JFK et Helsinki en Finlande depuis Chicago O'Hare. Le 19 octobre 2010, elle annonce une entente interligne avec WestJet. 
Le 20 octobre 2010, American Airlines annonce qu'en avril 2011, elle rejoindra Shanghai depuis Los Angeles ainsi qu'un investissement de vingt millions de dollars sur ces installations à l'aéroport international de Los Angeles et une augmentation de certaines dessertes aux États-Unis conjointement avec American Eagle. Le 4 novembre 2010, elle annonce un partage de code avec Air Berlin, son futur partenaire de l'alliance Oneworld. Le 20 juillet 2011, American Airlines annonce une commande record de 460 avions, soit 260 Airbus A320 et 200 Boeing 737 pour ainsi renouveler sa flotte, ceux-ci commenceront à entrer en service en 2013,. Le 29 novembre 2011, American Airlines et sa maison mère le holding AMR déposent leurs bilans et se placent sous la protection du chapitre 11 de la loi sur les faillites des États-Unis afin de réorganiser leurs activités.
Le 17 janvier 2013, American annonce sa nouvelle livrée qui sera pour la première fois portée par leur nouveau Boeing 777-300.
Le 14 février 2013, US Airways et AMR (la maison mère de American Airlines) ont décidé de fusionner leurs activités après des tractations dans ce sens devenues publiques depuis plusieurs mois. Le groupe prendra comme nouveau nom celui de American Airlines, il devrait avoir une capitalisation d'environ 11 milliards de $, un chiffre d'affaires de 39 milliards de $ et une flotte de 1 500 appareils. La fusion réalisée en totalité en actions, devrait permettre aux actionnaires de American Airlines de détenir 72 % du nouveau groupe. Le siège de la nouvelle entité devrait être à Dallas-Fort Worth, au Texas, où était déjà le siège d'AMR,,. En décembre 2013, la fusion est réalisée juridiquement.
En octobre 2020, American Airlines annonce la suppression d'environ 19 000 postes, alors que le secteur aérien américain attend une aide gouvernementale.

### Identité visuelle (logo et livrée)

Logo d'American Airlines de 1934 à 1945.
Logo de 1945 à 1962.
Logo de 1962 à 1968.
Logo de la compagnie de 1968 à 2012 conçu par Massimo et Lella Vignelli.
Logo d'American Airlines à partir de janvier 2013.

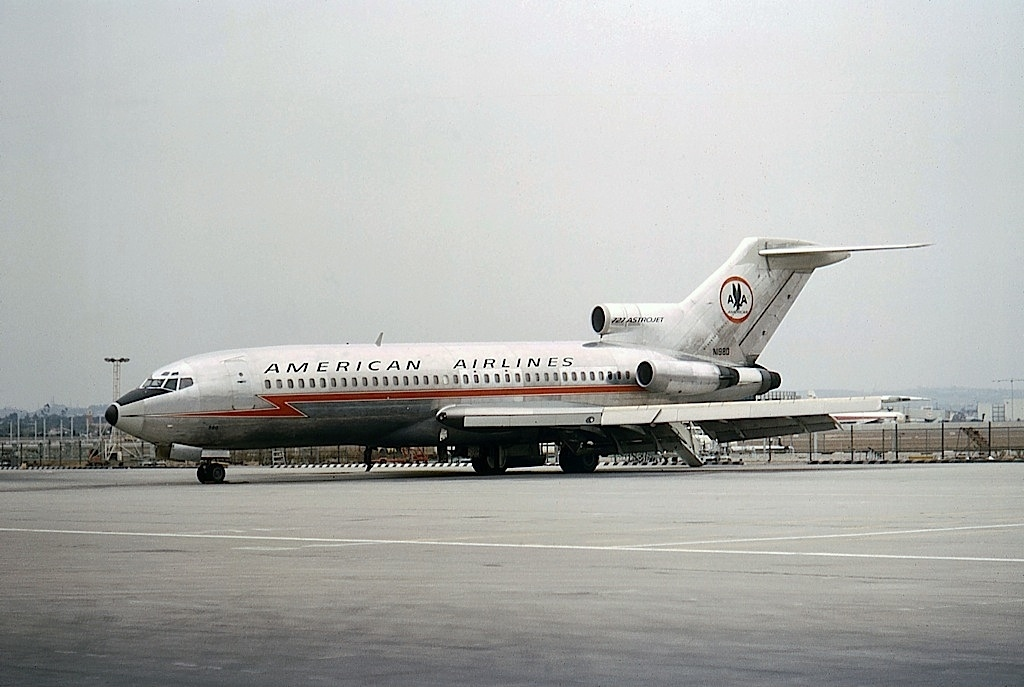
Un Boeing 727 d'American Airlines en janvier 1965.
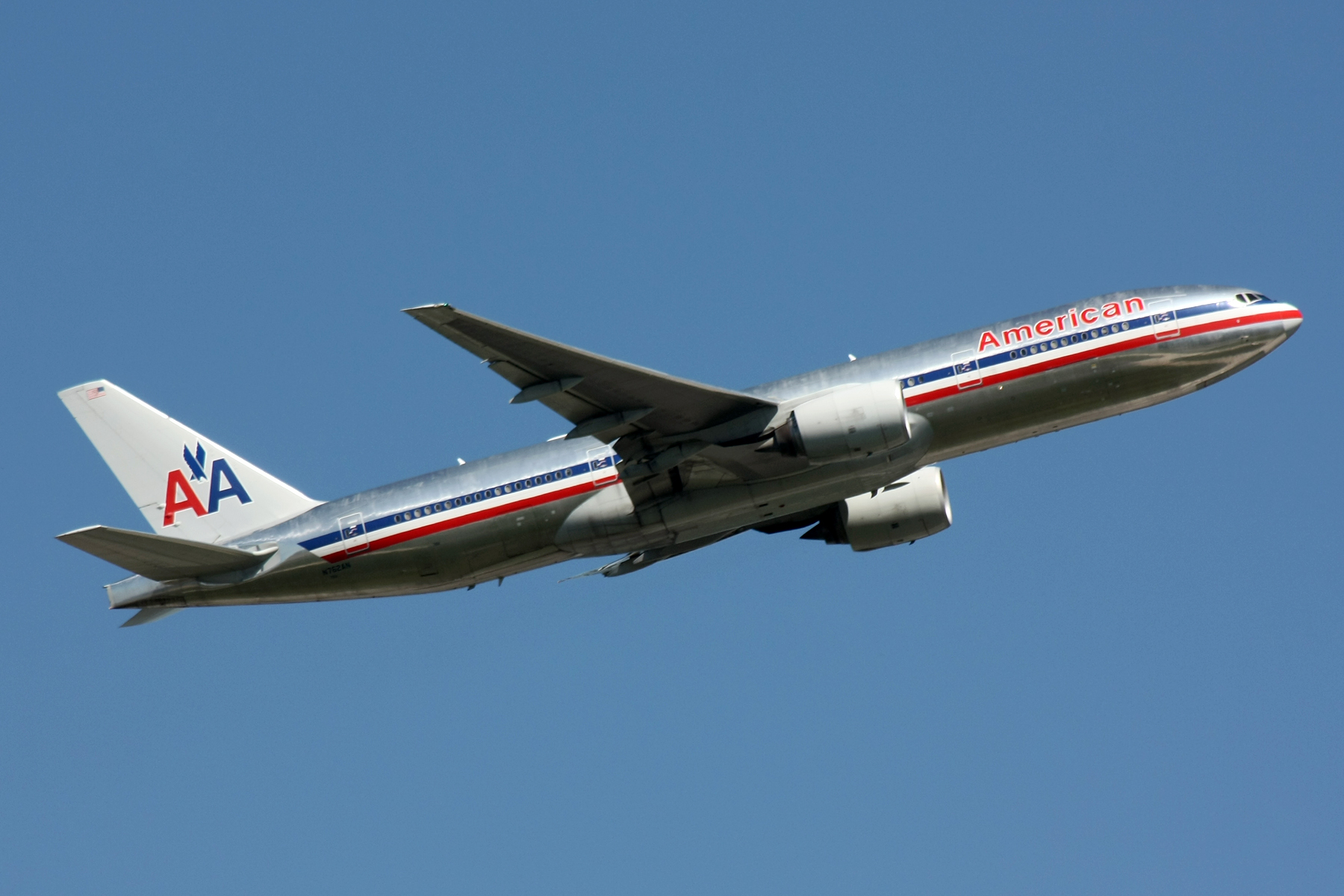
Ancienne livrée d'un Boeing 777-200 d'American Airlines, en 2010.
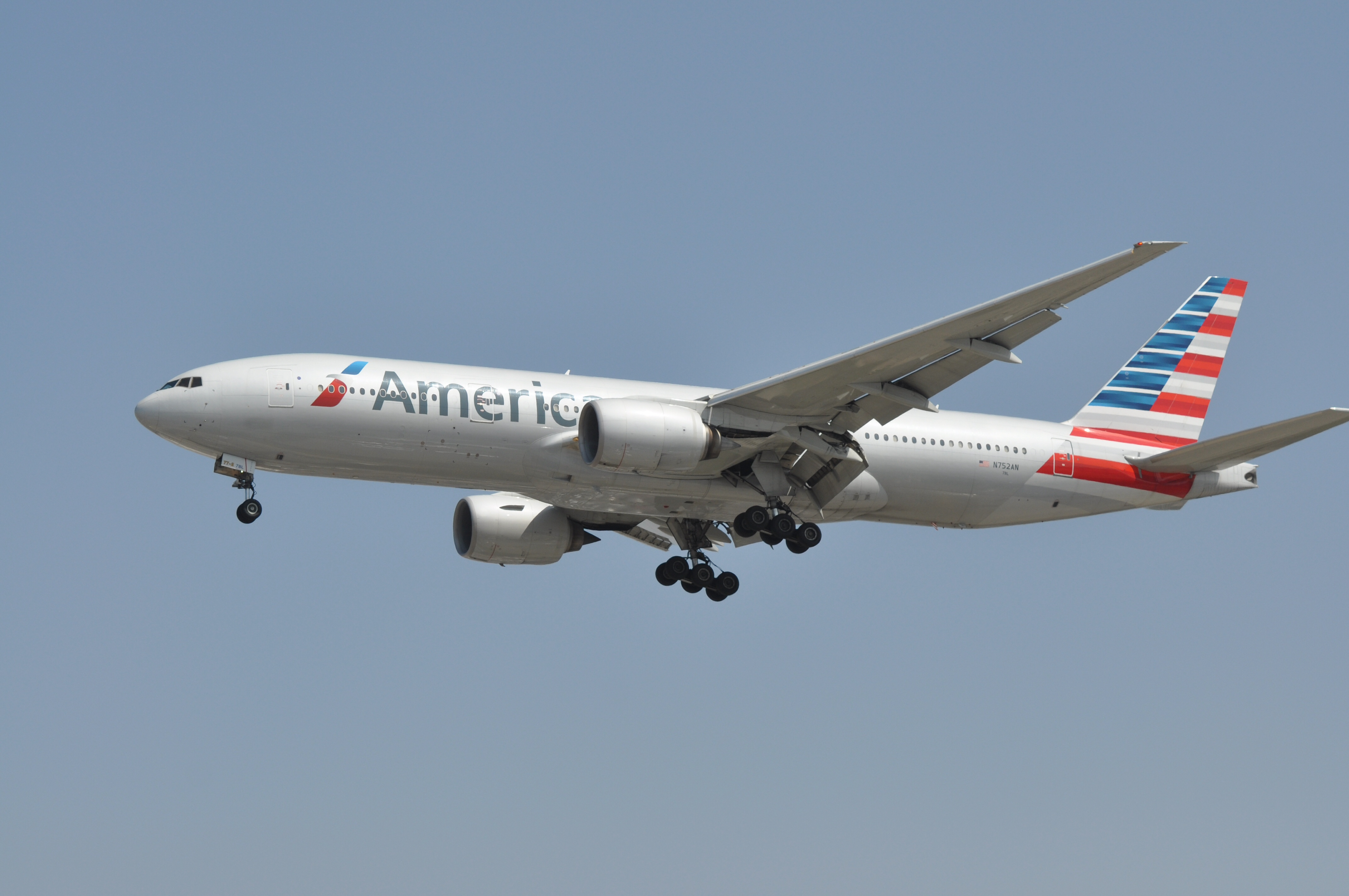
Nouvelle livrée d'un Boeing 777-200 d'American Airlines en avril 2015.

## Destinations
American Airlines dessert 157 destinations au Canada, aux États-Unis, au Mexique, dans les Caraïbes, en Amérique centrale, en Amérique du Sud, en Asie et en Europe.

## Hubs
American Airlines opère dix hubs à travers les États-Unis. Les aéroports listés ci-dessous sont classés par ordre d'importance en tant que hub pour American Airlines.
- Aéroport de Dallas-Fort Worth — Hub d'American Airlines pour le sud des États-Unis, ainsi que son hub le plus fréquenté. American opère 84 % du trafic à Dallas, ce qui en fait le plus grand opérateur de la plateforme. Dallas est le hub primaire d'American pour le Mexique, ainsi que son hub secondaire pour l'Amérique latine.
- Aéroport de Charlotte-Douglas — Hub d'American Airlines pour le sud-est des États-Unis, et hub secondaire pour les Caraïbes. Depuis Charlotte, American Airlines possède le plus gros trafic de vols régionaux au monde. American opère 91 % du trafic à Charlotte, ce qui en fait le plus grand opérateur de la plateforme.
- Aéroport de Miami — Hub d'American Airlines pour l'Amérique latine et les Caraïbes. American opère également des vols pour l'Europe depuis Miami. La compagnie y opère 68 % du trafic, ce qui en fait le plus grand opérateur sur la plateforme.
- Aéroport de Chicago-O'Hare — Hub d'American Airlines pour le Midwest. American opère 35 % du trafic à Chicago, ce qui en fait le deuxième plus grand opérateur de la plateforme.
- Aéroport de Philadelphie — Hub primaire d'American Airlines pour la côte est, ainsi que pour les vols transatlantiques vers l'Europe. American opère 70 % du trafic à Philadelphie, ce qui en fait le plus grand opérateur de la plateforme.
- Aéroport de Phoenix-Sky Harbor — Hub d'American pour la région des Rocheuses et l'ouest des États-Unis. American opère 46 % du trafic à Phoenix, ce qui en fait le plus grand opérateur de la plateforme.
- Aéroport de Los Angeles — Hub d'American Airlines pour la côte ouest et pour les vols transpacifiques vers l'Asie et l'Océanie. American opère également des vols vers l'Amérique latine depuis Los Angeles. American opère 19 % du trafic à Los Angeles, ce qui en fait le plus grand opérateur de la plateforme.
- Aéroport de Washington-National — Hub d'American Airlines pour Washington D.C et hub secondaire pour la côte est. American opère 49 % du trafic à Washington, ce qui en fait le plus grand opérateur de la plateforme.
- Aéroport de New York-LaGuardia — Hub régional d'American Airlines pour le nord-est des États-Unis. American opère 27 % du trafic à LaGuardia, ce qui en fait le deuxième plus gros opérateur de la plateforme après Delta Air Lines.
- Aéroport de New York-JFK — Hub secondaire d'American Airlines pour les vols transatlantiques vers l'Europe. Hub primaire du nord-est pour les Caraïbes. American opère 12 % du trafic à JFK, ce qui en fait le troisième plus grand opérateur de la plateforme après Delta Air Lines et JetBlue Airways.

## Flotte

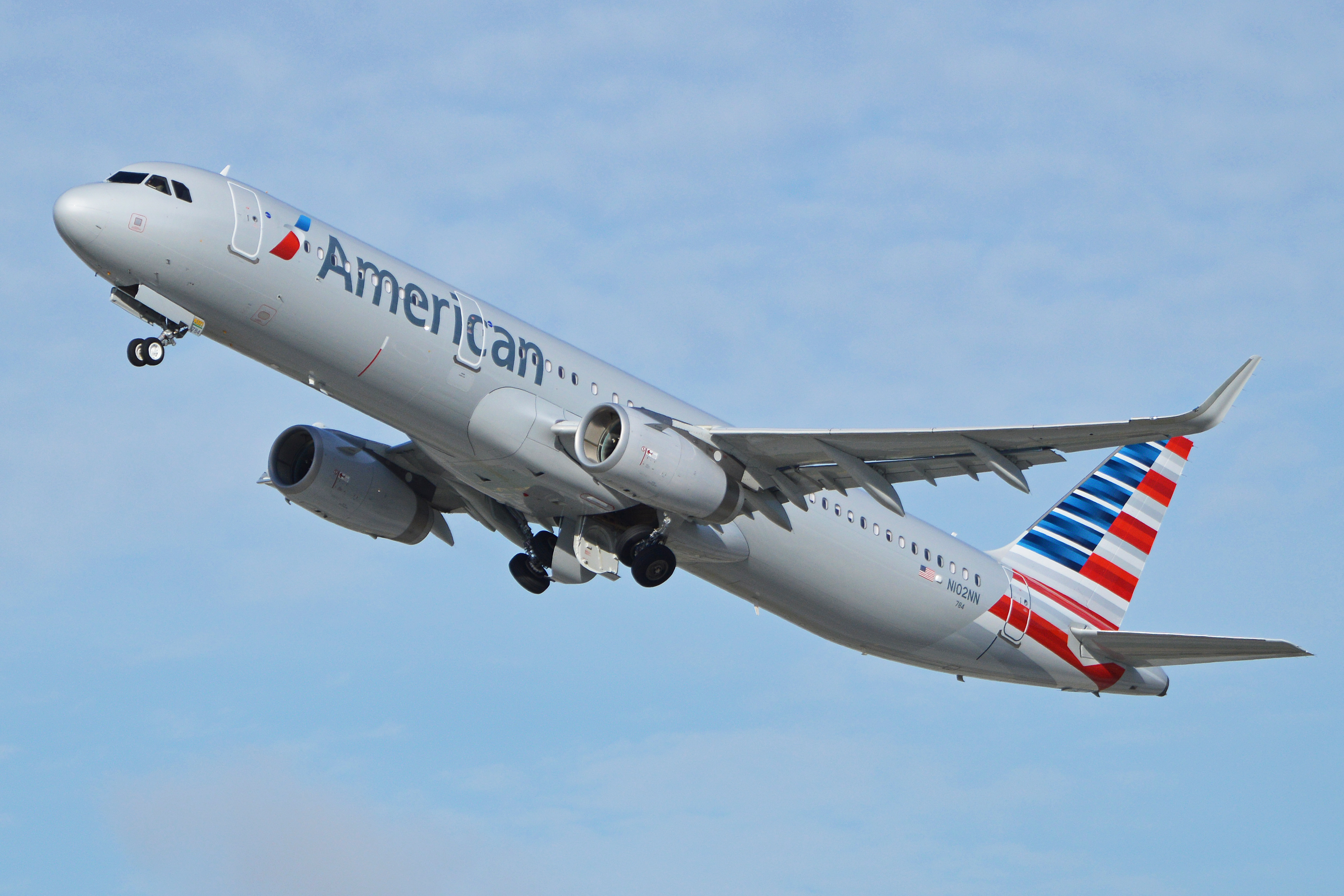
Airbus A321ceo.

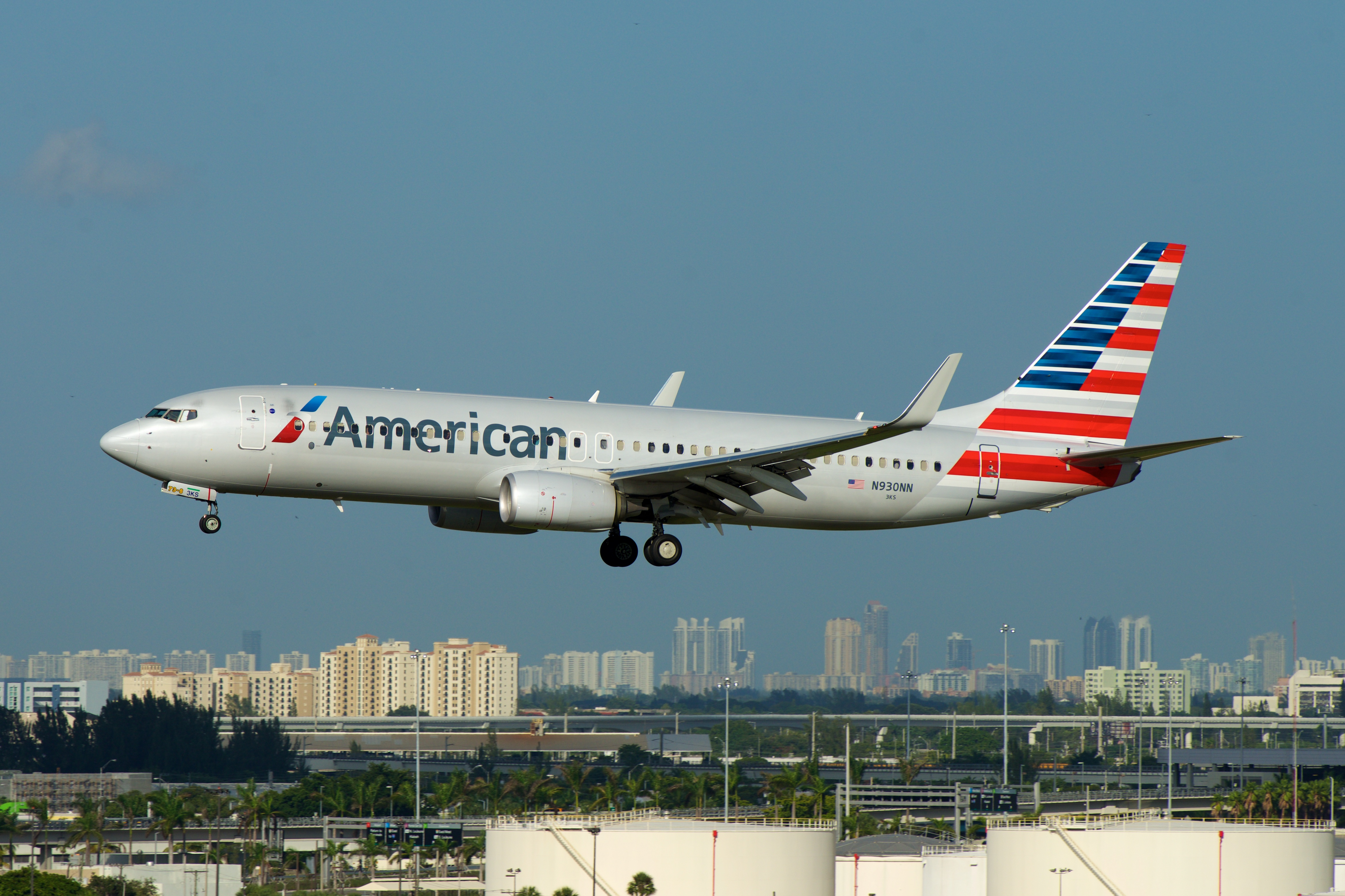
Boeing 737-800.

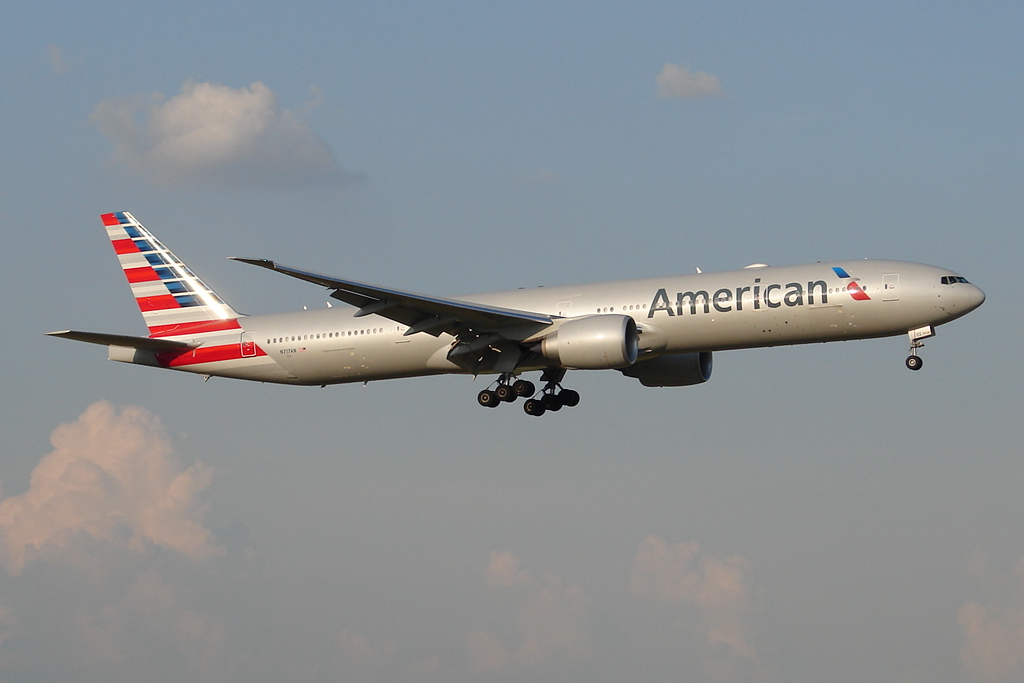
Boeing 777-300ER.

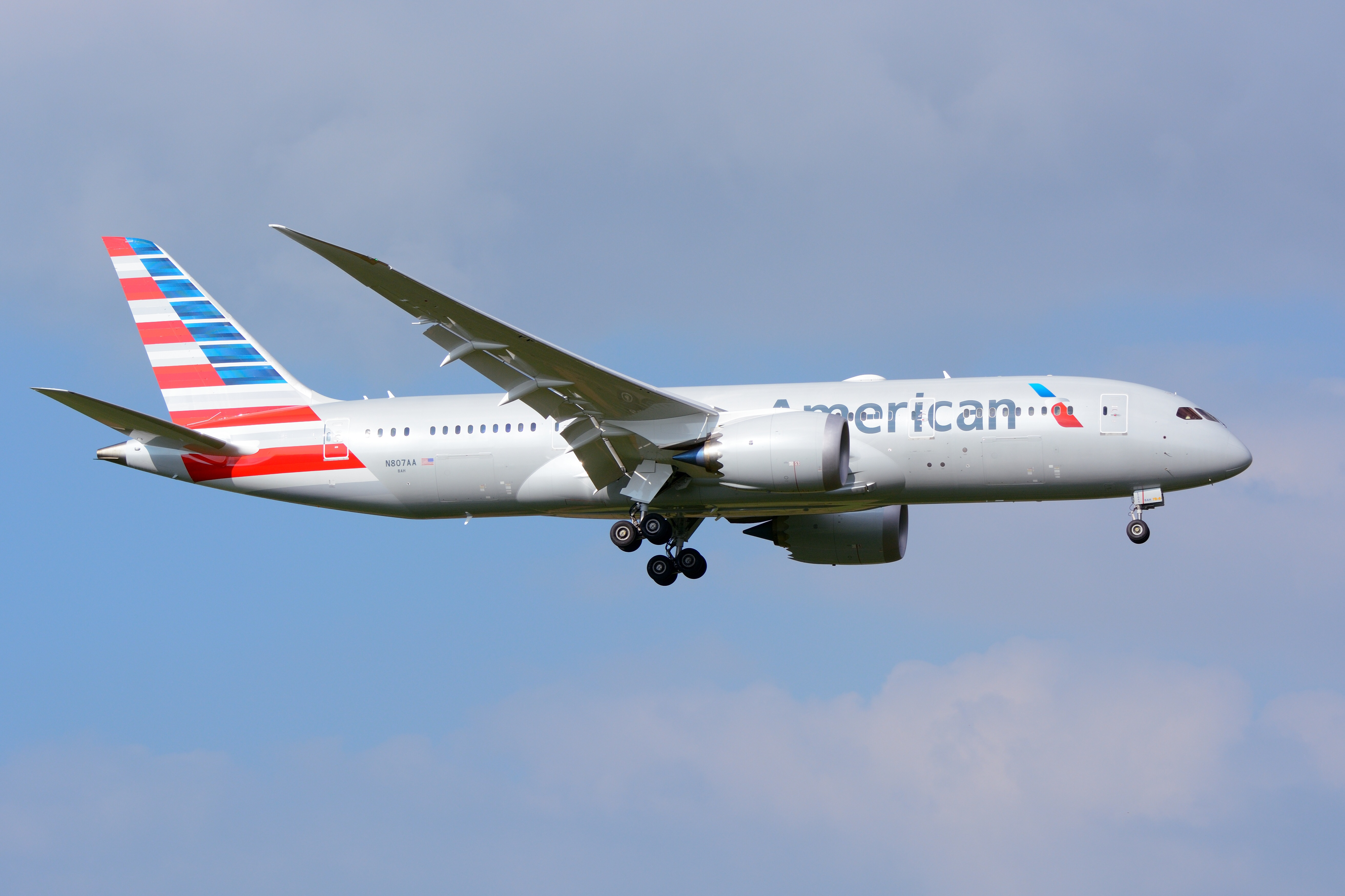
Boeing 787-8 Dreamliner.

En juin 2025, American Airlines exploite les appareils suivants, flotte régionale d'American Eagle non comprise :
|  |  |

### Flotte historique
| 1930                    | 1930                      | 1930                      | 1930                      | 1930                       | 1930                       | 1930                       | 1930                       | 1930                       | 1930                       | 1940           | 1940           | 1940           | 1940           | 1940           | 1940           | 1940                               | 1940                               | 1940                               | 1940                               | 1950                     | 1950                     | 1950                     | 1950                     | 1950                     | 1950                     | 1950                     | 1950                     | 1950                             | 1950                             | 1960                             | 1960                             | 1960                             | 1960                             | 1960                             | 1960                             | 1960                             | 1960                             | 1960                             | 1960                             | 1970                     | 1970                     | 1970                     | 1970                     | 1970                     | 1970                     | 1970                     | 1970                     | 1970                     | 1970                     | 1980                     | 1980                     | 1980                     | 1980                     | 1980                     | 1980                 | 1980                   | 1980                         | 1980                         | 1980                         | 1990                         | 1990                         | 1990                   | 1990                   | 1990                   | 1990                   | 1990                   | 1990                   | 1990                   | 1990                           | 2000                           | 2000                           | 2000                           | 2000                           | 2000                           | 2000                           | 2000                           | 2000                           | 2000                           | 2000                           | 2010                           | 2010                           | 2010                           | 2010                           | 2010                           | 2010                           | 2010                           | 2010                            | 2010                            | 2010                            | 2020                            | 2020                            | 2020                            | 2020                            | 2020                            | 2020                            | 2020                            | 2020                            | 2020                            | 2020                            |
|                         |                           |                           |                           |                            |                            |                            |                            |                            |                            |                |                |                |                |                |                |                                    |                                    |                                    |                                    |                          |                          |                          |                          |                          |                          |                          |                          |                                  |                                  |                                  |                                  |                                  |                                  |                                  |                                  |                                  |                                  |                                  |                                  |                          |                          |                          |                          |                          |                          |                          |                          |                          |                          |                          |                          |                          |                          |                          |                      |                        |                              |                              |                              |                              |                              |                        |                        |                        |                        |                        |                        |                        |                                |                                |                                |                                |                                |                                |                                |                                |                                |                                |                                |                                |                                |                                |                                |                                |                                |                                |                                 |                                 |                                 |                                 |                                 |                                 |                                 |                                 |                                 |                                 |                                 |                                 |                                 |
| Ford Trimotor 1930–1935 | Ford Trimotor 1930–1935   | Ford Trimotor 1930–1935   | Ford Trimotor 1930–1935   | Ford Trimotor 1930–1935    | Ford Trimotor 1930–1935    | DC-3 1936–1949             | DC-3 1936–1949             | DC-3 1936–1949             | DC-3 1936–1949             | DC-3 1936–1949 | DC-3 1936–1949 | DC-3 1936–1949 | DC-3 1936–1949 | DC-3 1936–1949 | DC-3 1936–1949 | DC-3 1936–1949                     | DC-3 1936–1949                     | DC-3 1936–1949                     |                                    |                          |                          |                          |                          |                          |                          |                          |                          |                                  |                                  |                                  |                                  |                                  |                                  |                                  | BAC 1-11 1965–1972               | BAC 1-11 1965–1972               | BAC 1-11 1965–1972               | BAC 1-11 1965–1972               | BAC 1-11 1965–1972               | BAC 1-11 1965–1972       | BAC 1-11 1965–1972       |                          |                          |                          |                          |                          |                          |                          | MD-80 1979 - 2019        | MD-80 1979 - 2019        | MD-80 1979 - 2019        | MD-80 1979 - 2019        | MD-80 1979 - 2019        | MD-80 1979 - 2019        | MD-80 1979 - 2019    | MD-80 1979 - 2019      | MD-80 1979 - 2019            | MD-80 1979 - 2019            | MD-80 1979 - 2019            | MD-80 1979 - 2019            | MD-80 1979 - 2019            | MD-80 1979 - 2019      | MD-80 1979 - 2019      | MD-80 1979 - 2019      | MD-80 1979 - 2019      | MD-80 1979 - 2019      | MD-80 1979 - 2019      | MD-80 1979 - 2019      | MD-80 1979 - 2019              | MD-80 1979 - 2019              | MD-80 1979 - 2019              | MD-80 1979 - 2019              | MD-80 1979 - 2019              | MD-80 1979 - 2019              | MD-80 1979 - 2019              | MD-80 1979 - 2019              | MD-80 1979 - 2019              | MD-80 1979 - 2019              | MD-80 1979 - 2019              | MD-80 1979 - 2019              | MD-80 1979 - 2019              | MD-80 1979 - 2019              | MD-80 1979 - 2019              | MD-80 1979 - 2019              | MD-80 1979 - 2019              | MD-80 1979 - 2019              | MD-80 1979 - 2019               | MD-80 1979 - 2019               | MD-80 1979 - 2019               |                                 |                                 |                                 |                                 |                                 |                                 |                                 |                                 |                                 |                                 |
|                         |                           |                           |                           | Curtiss Condor 1934 - 1950 | Curtiss Condor 1934 - 1950 | Curtiss Condor 1934 - 1950 | Curtiss Condor 1934 - 1950 | Curtiss Condor 1934 - 1950 | Curtiss Condor 1934 - 1950 |                |                |                |                |                |                |                                    |                                    |                                    |                                    |                          |                          |                          |                          |                          |                          |                          |                          | Lockheed L-188 Electra 1959–1970 | Lockheed L-188 Electra 1959–1970 | Lockheed L-188 Electra 1959–1970 | Lockheed L-188 Electra 1959–1970 | Lockheed L-188 Electra 1959–1970 | Lockheed L-188 Electra 1959–1970 | Lockheed L-188 Electra 1959–1970 | Lockheed L-188 Electra 1959–1970 | Lockheed L-188 Electra 1959–1970 | Lockheed L-188 Electra 1959–1970 | Lockheed L-188 Electra 1959–1970 | Lockheed L-188 Electra 1959–1970 |                          |                          |                          |                          |                          |                          |                          |                          |                          |                          |                          |                          |                          |                          |                          |                      |                        | Boeing 737 Classic 1987–1992 | Boeing 737 Classic 1987–1992 | Boeing 737 Classic 1987–1992 | Boeing 737 Classic 1987–1992 | Boeing 737 Classic 1987–1992 |                        |                        |                        |                        |                        |                        |                        | Boeing 737 NG 1999 - [Présent] | Boeing 737 NG 1999 - [Présent] | Boeing 737 NG 1999 - [Présent] | Boeing 737 NG 1999 - [Présent] | Boeing 737 NG 1999 - [Présent] | Boeing 737 NG 1999 - [Présent] | Boeing 737 NG 1999 - [Présent] | Boeing 737 NG 1999 - [Présent] | Boeing 737 NG 1999 - [Présent] | Boeing 737 NG 1999 - [Présent] | Boeing 737 NG 1999 - [Présent] | Boeing 737 NG 1999 - [Présent] | Boeing 737 NG 1999 - [Présent] | Boeing 737 NG 1999 - [Présent] | Boeing 737 NG 1999 - [Présent] | Boeing 737 NG 1999 - [Présent] | Boeing 737 NG 1999 - [Présent] | Boeing 737 NG 1999 - [Présent] | Boeing 737 NG 1999 - [Présent]  | Boeing 737 NG 1999 - [Présent]  | Boeing 737 NG 1999 - [Présent]  | Boeing 737 NG 1999 - [Présent]  | Boeing 737 NG 1999 - [Présent]  | Boeing 737 NG 1999 - [Présent]  | Boeing 737 NG 1999 - [Présent]  | Boeing 737 NG 1999 - [Présent]  | Boeing 737 NG 1999 - [Présent]  | Boeing 737 NG 1999 - [Présent]  | Boeing 737 NG 1999 - [Présent]  | Boeing 737 NG 1999 - [Présent]  | Boeing 737 NG 1999 - [Présent]  |
|                         |                           |                           |                           |                            |                            |                            |                            |                            |                            |                |                |                |                |                |                |                                    |                                    |                                    |                                    |                          |                          |                          |                          |                          |                          |                          |                          |                                  |                                  |                                  |                                  |                                  |                                  |                                  |                                  |                                  |                                  |                                  |                                  |                          |                          |                          |                          |                          |                          |                          |                          |                          |                          |                          |                          |                          |                          |                          |                      |                        |                              |                              |                              |                              |                              | Fokker F100 1992–2004  | Fokker F100 1992–2004  | Fokker F100 1992–2004  | Fokker F100 1992–2004  | Fokker F100 1992–2004  | Fokker F100 1992–2004  | Fokker F100 1992–2004  | Fokker F100 1992–2004          | Fokker F100 1992–2004          | Fokker F100 1992–2004          | Fokker F100 1992–2004          | Fokker F100 1992–2004          |                                |                                |                                |                                |                                |                                |                                |                                |                                |                                |                                |                                |                                | Boeing 737 MAX 2017 - [Présent] | Boeing 737 MAX 2017 - [Présent] | Boeing 737 MAX 2017 - [Présent] | Boeing 737 MAX 2017 - [Présent] | Boeing 737 MAX 2017 - [Présent] | Boeing 737 MAX 2017 - [Présent] | Boeing 737 MAX 2017 - [Présent] | Boeing 737 MAX 2017 - [Présent] | Boeing 737 MAX 2017 - [Présent] | Boeing 737 MAX 2017 - [Présent] | Boeing 737 MAX 2017 - [Présent] | Boeing 737 MAX 2017 - [Présent] | Boeing 737 MAX 2017 - [Présent] |
|                         | Fairchild 100 1931 - 1952 | Fairchild 100 1931 - 1952 | Fairchild 100 1931 - 1952 | Fairchild 100 1931 - 1952  | Fairchild 100 1931 - 1952  |                            |                            |                            |                            |                |                |                |                |                |                |                                    |                                    | Convair CV-240 1948–1964           | Convair CV-240 1948–1964           | Convair CV-240 1948–1964 | Convair CV-240 1948–1964 | Convair CV-240 1948–1964 | Convair CV-240 1948–1964 | Convair CV-240 1948–1964 | Convair CV-240 1948–1964 | Convair CV-240 1948–1964 | Convair CV-240 1948–1964 | Convair CV-240 1948–1964         | Convair CV-240 1948–1964         | Convair CV-240 1948–1964         | Convair CV-240 1948–1964         | Convair CV-240 1948–1964         | Convair CV-240 1948–1964         | Boeing 727 1964–2002             | Boeing 727 1964–2002             | Boeing 727 1964–2002             | Boeing 727 1964–2002             | Boeing 727 1964–2002             | Boeing 727 1964–2002             | Boeing 727 1964–2002     | Boeing 727 1964–2002     | Boeing 727 1964–2002     | Boeing 727 1964–2002     | Boeing 727 1964–2002     | Boeing 727 1964–2002     | Boeing 727 1964–2002     | Boeing 727 1964–2002     | Boeing 727 1964–2002     | Boeing 727 1964–2002     | Boeing 727 1964–2002     | Boeing 727 1964–2002     | Boeing 727 1964–2002     | Boeing 727 1964–2002     | Boeing 727 1964–2002     | Boeing 727 1964–2002 | Boeing 727 1964–2002   | Boeing 727 1964–2002         | Boeing 727 1964–2002         | Boeing 727 1964–2002         | Boeing 727 1964–2002         | Boeing 727 1964–2002         | Boeing 727 1964–2002   | Boeing 727 1964–2002   | Boeing 727 1964–2002   | Boeing 727 1964–2002   | Boeing 727 1964–2002   | Boeing 727 1964–2002   | Boeing 727 1964–2002   | Boeing 727 1964–2002           | Boeing 727 1964–2002           | Boeing 727 1964–2002           |                                |                                |                                |                                |                                |                                |                                |                                |                                |                                |                                |                                |                                | Airbus A320 2015 - [Présent]   | Airbus A320 2015 - [Présent]   | Airbus A320 2015 - [Présent]    | Airbus A320 2015 - [Présent]    | Airbus A320 2015 - [Présent]    | Airbus A320 2015 - [Présent]    | Airbus A320 2015 - [Présent]    | Airbus A320 2015 - [Présent]    | Airbus A320 2015 - [Présent]    | Airbus A320 2015 - [Présent]    | Airbus A320 2015 - [Présent]    | Airbus A320 2015 - [Présent]    | Airbus A320 2015 - [Présent]    | Airbus A320 2015 - [Présent]    | Airbus A320 2015 - [Présent]    |
|                         |                           |                           |                           |                            |                            |                            |                            |                            |                            |                |                |                |                |                |                |                                    | Douglas DC-6 1947–1966             | Douglas DC-6 1947–1966             | Douglas DC-6 1947–1966             | Douglas DC-6 1947–1966   | Douglas DC-6 1947–1966   | Douglas DC-6 1947–1966   | Douglas DC-6 1947–1966   | Douglas DC-6 1947–1966   | Douglas DC-6 1947–1966   | Douglas DC-6 1947–1966   | Douglas DC-6 1947–1966   | Douglas DC-6 1947–1966           | Douglas DC-6 1947–1966           | Douglas DC-6 1947–1966           | Douglas DC-6 1947–1966           | Douglas DC-6 1947–1966           | Douglas DC-6 1947–1966           | Douglas DC-6 1947–1966           | Douglas DC-6 1947–1966           | Douglas DC-6 1947–1966           |                                  |                                  |                                  |                          |                          |                          |                          |                          |                          |                          |                          |                          |                          |                          |                          |                          |                          |                          |                      |                        |                              | Airbus A300 1988–2009        | Airbus A300 1988–2009        | Airbus A300 1988–2009        | Airbus A300 1988–2009        | Airbus A300 1988–2009  | Airbus A300 1988–2009  | Airbus A300 1988–2009  | Airbus A300 1988–2009  | Airbus A300 1988–2009  | Airbus A300 1988–2009  | Airbus A300 1988–2009  | Airbus A300 1988–2009          | Airbus A300 1988–2009          | Airbus A300 1988–2009          | Airbus A300 1988–2009          | Airbus A300 1988–2009          | Airbus A300 1988–2009          | Airbus A300 1988–2009          | Airbus A300 1988–2009          | Airbus A300 1988–2009          | Airbus A300 1988–2009          |                                |                                |                                |                                |                                |                                | Airbus A330 2015 - 2020        | Airbus A330 2015 - 2020        | Airbus A330 2015 - 2020         | Airbus A330 2015 - 2020         | Airbus A330 2015 - 2020         | Airbus A330 2015 - 2020         |                                 |                                 |                                 |                                 |                                 |                                 |                                 |                                 |                                 |
|                         |                           |                           |                           |                            |                            |                            |                            |                            |                            |                |                |                |                |                |                | Douglas DC-4 1946–1953             | Douglas DC-4 1946–1953             | Douglas DC-4 1946–1953             | Douglas DC-4 1946–1953             | Douglas DC-4 1946–1953   | Douglas DC-4 1946–1953   | Douglas DC-4 1946–1953   | Douglas DC-7 1953–1959   | Douglas DC-7 1953–1959   | Douglas DC-7 1953–1959   | Douglas DC-7 1953–1959   | Douglas DC-7 1953–1959   | Douglas DC-7 1953–1959           | Boeing 707 1959–1981             | Boeing 707 1959–1981             | Boeing 707 1959–1981             | Boeing 707 1959–1981             | Boeing 707 1959–1981             | Boeing 707 1959–1981             | Boeing 707 1959–1981             | Boeing 707 1959–1981             | Boeing 707 1959–1981             | Boeing 707 1959–1981             | Boeing 707 1959–1981             | Boeing 707 1959–1981     | Boeing 707 1959–1981     | Boeing 707 1959–1981     | Boeing 707 1959–1981     | Boeing 707 1959–1981     | Boeing 707 1959–1981     | Boeing 707 1959–1981     | Boeing 707 1959–1981     | Boeing 707 1959–1981     | Boeing 707 1959–1981     | Boeing 707 1959–1981     |                          |                          |                          |                          |                      |                        |                              |                              | Boeing 757 1989 - 2020       | Boeing 757 1989 - 2020       | Boeing 757 1989 - 2020       | Boeing 757 1989 - 2020 | Boeing 757 1989 - 2020 | Boeing 757 1989 - 2020 | Boeing 757 1989 - 2020 | Boeing 757 1989 - 2020 | Boeing 757 1989 - 2020 | Boeing 757 1989 - 2020 | Boeing 757 1989 - 2020         | Boeing 757 1989 - 2020         | Boeing 757 1989 - 2020         | Boeing 757 1989 - 2020         | Boeing 757 1989 - 2020         | Boeing 757 1989 - 2020         | Boeing 757 1989 - 2020         | Boeing 757 1989 - 2020         | Boeing 757 1989 - 2020         | Boeing 757 1989 - 2020         | Boeing 757 1989 - 2020         | Boeing 757 1989 - 2020         | Boeing 757 1989 - 2020         | Boeing 757 1989 - 2020         | Boeing 757 1989 - 2020         | Boeing 757 1989 - 2020         | Boeing 757 1989 - 2020         | Boeing 757 1989 - 2020         | Boeing 757 1989 - 2020          | Boeing 757 1989 - 2020          | Boeing 757 1989 - 2020          | Boeing 757 1989 - 2020          |                                 |                                 |                                 |                                 |                                 |                                 |                                 |                                 |                                 |
|                         |                           |                           |                           |                            |                            |                            |                            |                            |                            |                |                |                |                |                |                |                                    |                                    |                                    |                                    |                          |                          |                          |                          |                          |                          |                          |                          |                                  |                                  |                                  |                                  | Convair 990 1962–1969            | Convair 990 1962–1969            | Convair 990 1962–1969            | Convair 990 1962–1969            | Convair 990 1962–1969            | Convair 990 1962–1969            | Convair 990 1962–1969            |                                  |                          |                          |                          |                          |                          |                          |                          |                          |                          |                          |                          |                          |                          |                          |                          |                      |                        | BAe 146 1987–1994            | BAe 146 1987–1994            | BAe 146 1987–1994            | BAe 146 1987–1994            | BAe 146 1987–1994            | BAe 146 1987–1994      | BAe 146 1987–1994      |                        |                        |                        |                        |                        |                                |                                |                                |                                |                                |                                |                                |                                |                                |                                |                                |                                |                                |                                |                                |                                | Embraer 190 2015 - 2020        | Embraer 190 2015 - 2020        | Embraer 190 2015 - 2020         | Embraer 190 2015 - 2020         | Embraer 190 2015 - 2020         | Embraer 190 2015 - 2020         |                                 |                                 |                                 |                                 |                                 |                                 |                                 |                                 |                                 |
|                         |                           |                           |                           |                            |                            |                            |                            |                            |                            |                |                |                |                |                |                | Boeing 377 Stratocruiser 1946–1950 | Boeing 377 Stratocruiser 1946–1950 | Boeing 377 Stratocruiser 1946–1950 | Boeing 377 Stratocruiser 1946–1950 |                          |                          |                          |                          |                          |                          |                          |                          |                                  |                                  |                                  |                                  |                                  |                                  |                                  |                                  |                                  |                                  |                                  |                                  | Boeing 747-100 1970–1984 | Boeing 747-100 1970–1984 | Boeing 747-100 1970–1984 | Boeing 747-100 1970–1984 | Boeing 747-100 1970–1984 | Boeing 747-100 1970–1984 | Boeing 747-100 1970–1984 | Boeing 747-100 1970–1984 | Boeing 747-100 1970–1984 | Boeing 747-100 1970–1984 | Boeing 747-100 1970–1984 | Boeing 747-100 1970–1984 | Boeing 747-100 1970–1984 | Boeing 747-100 1970–1984 | Boeing 747-100 1970–1984 |                      | Boeing 747SP 1986–1994 | Boeing 747SP 1986–1994       | Boeing 747SP 1986–1994       | Boeing 747SP 1986–1994       | Boeing 747SP 1986–1994       | Boeing 747SP 1986–1994       | Boeing 747SP 1986–1994 | Boeing 747SP 1986–1994 | Boeing 747SP 1986–1994 |                        |                        |                        |                        | Boeing 777 1999 - [Présent]    | Boeing 777 1999 - [Présent]    | Boeing 777 1999 - [Présent]    | Boeing 777 1999 - [Présent]    | Boeing 777 1999 - [Présent]    | Boeing 777 1999 - [Présent]    | Boeing 777 1999 - [Présent]    | Boeing 777 1999 - [Présent]    | Boeing 777 1999 - [Présent]    | Boeing 777 1999 - [Présent]    | Boeing 777 1999 - [Présent]    | Boeing 777 1999 - [Présent]    | Boeing 777 1999 - [Présent]    | Boeing 777 1999 - [Présent]    | Boeing 777 1999 - [Présent]    | Boeing 777 1999 - [Présent]    | Boeing 777 1999 - [Présent]    | Boeing 777 1999 - [Présent]    | Boeing 777 1999 - [Présent]     | Boeing 777 1999 - [Présent]     | Boeing 777 1999 - [Présent]     | Boeing 777 1999 - [Présent]     | Boeing 777 1999 - [Présent]     | Boeing 777 1999 - [Présent]     | Boeing 777 1999 - [Présent]     | Boeing 777 1999 - [Présent]     | Boeing 777 1999 - [Présent]     | Boeing 777 1999 - [Présent]     | Boeing 777 1999 - [Présent]     | Boeing 777 1999 - [Présent]     | Boeing 777 1999 - [Présent]     |
|                         |                           |                           |                           |                            |                            |                            |                            |                            |                            |                |                |                |                |                |                |                                    |                                    |                                    |                                    |                          |                          |                          |                          |                          |                          |                          |                          |                                  |                                  |                                  |                                  |                                  |                                  |                                  |                                  |                                  |                                  |                                  |                                  |                          | DC-10 1971–2000          | DC-10 1971–2000          | DC-10 1971–2000          | DC-10 1971–2000          | DC-10 1971–2000          | DC-10 1971–2000          | DC-10 1971–2000          | DC-10 1971–2000          | DC-10 1971–2000          | DC-10 1971–2000          | DC-10 1971–2000          | DC-10 1971–2000          | DC-10 1971–2000          | DC-10 1971–2000          | DC-10 1971–2000      | DC-10 1971–2000        | DC-10 1971–2000              | DC-10 1971–2000              | DC-10 1971–2000              | DC-10 1971–2000              | DC-10 1971–2000              | DC-10 1971–2000        | DC-10 1971–2000        | DC-10 1971–2000        | DC-10 1971–2000        | DC-10 1971–2000        | DC-10 1971–2000        | DC-10 1971–2000        | DC-10 1971–2000                |                                |                                |                                |                                |                                |                                |                                |                                |                                |                                |                                |                                |                                |                                |                                | Boeing 787 2015 - [Présent]    | Boeing 787 2015 - [Présent]    | Boeing 787 2015 - [Présent]     | Boeing 787 2015 - [Présent]     | Boeing 787 2015 - [Présent]     | Boeing 787 2015 - [Présent]     | Boeing 787 2015 - [Présent]     | Boeing 787 2015 - [Présent]     | Boeing 787 2015 - [Présent]     | Boeing 787 2015 - [Présent]     | Boeing 787 2015 - [Présent]     | Boeing 787 2015 - [Présent]     | Boeing 787 2015 - [Présent]     | Boeing 787 2015 - [Présent]     | Boeing 787 2015 - [Présent]     |
|                         |                           |                           |                           |                            |                            |                            |                            |                            |                            |                |                |                |                |                |                |                                    |                                    |                                    |                                    |                          |                          |                          |                          |                          |                          |                          |                          |                                  |                                  |                                  |                                  |                                  |                                  |                                  |                                  |                                  |                                  |                                  |                                  |                          |                          |                          |                          |                          |                          |                          |                          |                          |                          |                          |                          | Boeing 767 1982 - 2020   |                          |                          |                      |                        |                              |                              |                              |                              |                              |                        |                        |                        |                        |                        |                        |                        |                                |                                |                                |                                |                                |                                |                                |                                |                                |                                |                                |                                |                                |                                |                                |                                |                                |                                |                                 |                                 |                                 |                                 |                                 |                                 |                                 |                                 |                                 |                                 |                                 |                                 |                                 |
|                         |                           |                           |                           |                            |                            |                            |                            |                            |                            |                |                |                |                |                |                |                                    |                                    |                                    |                                    |                          |                          |                          |                          |                          |                          |                          |                          |                                  |                                  |                                  |                                  |                                  |                                  |                                  |                                  |                                  |                                  |                                  |                                  |                          |                          |                          |                          |                          |                          |                          |                          |                          |                          |                          |                          |                          |                          |                          |                      |                        |                              |                              |                              |                              | MD-11 1991–2001              |                        |                        |                        |                        |                        |                        |                        |                                |                                |                                |                                |                                |                                |                                |                                |                                |                                |                                |                                |                                |                                |                                |                                |                                |                                |                                 |                                 |                                 |                                 |                                 |                                 |                                 |                                 |                                 |                                 |                                 |                                 |                                 |

source : Flotte historique
|  |  |

## Partenariats
Outre ses partenaires Oneworld et sa filiale régionale American Eagle, American Airlines a des accords de partage de codes avec les compagnies aériennes et entreprises ferroviaires suivantes :

### Compagnies aériennes
| - Air Tahiti Nui - Alaska Airlines - Azerbaijan Airlines - British Airways* - Cathay Pacific* - Cathay Dragon* | - China Southern Airlines - El Al - Etihad Airways - EVA Air - Fiji Airways* | - Finnair* - GOL - Gulf Air - Hawaiian Airlines - Horizon Air | - Iberia* - Japan Airlines* - Malaysia Airlines* - Qantas* - Royal Air Maroc* - Royal Jordanian* |

* membres de Oneworld

### Entreprises ferroviaires
- Deutsche Bahn
- SNCF

## AAdvantage
Son programme de fidélisation AAdvantage permet aux membres d'accumuler des milles avec American Airlines et ses membres du réseau Oneworld et ses affiliés pour ainsi bénéficier de privilèges. Il fut le premier programme de fidélité établi par une compagnie aérienne en 1981. En 1988, il compte déjà 7 millions de membres, en 1999, 38 millions, en 2002, il dépasse les 46 millions. En 2009, son programme de fidélité comptait plus de 62 millions de membres. En mai 2009, American Airlines propose à ses membres de son programme de fidélité AAdvantage, d'acheter des aller simples avec ses points dans son nouveau service One-Way Flex Awards, elle est la première grande compagnie aérienne américaine à le permettre comme le font plusieurs compagnies aériennes européennes,. En mai 2010, American Airlines propose à ses membres une façon de cumuler plus de milles AAdvantage avec l'option AAdvantage Mileage Multiplier,. En novembre 2010, American Airlines propose à ses membres d'utiliser ses milles AAdvantage pour payer leur location de voitures ainsi que leurs hôtels. En 2011, AAdvantage célèbre son 30e anniversaire.
|                     | AAdvantage Executive Platinum®                                       | AAdvantage Platinum®                                              | AAdvantage Gold®                                                 |
| ------------------- | -------------------------------------------------------------------- | ----------------------------------------------------------------- | ---------------------------------------------------------------- |
| Status Oneworld     | Emeraude                                                             | Saphir                                                            | Rubis                                                            |
| Conditions d'entrée | 100 segments de vols qualifiants ou 100 000 milles ou 100 000 points | 60 segments de vols qualifiants ou 50 000 milles ou 50 000 points | 30 segments de vol qualifiants ou 25 000 milles ou 25 000 points |

source : (en) « Miles de fidélité |AAdvantage », sur americanairlines.fr (consulté le 7 novembre 2015)
- En mai 2010, la compagnie de consultation IdeaWorks publie un sondage sur la disponibilité des sièges-primes effectuant 6 160 réservations sur 22 sites web de compagnies aériennes différentes entre février et mars 2010 sur des dates de voyages de juin à octobre 2010 sur des vols long-courriers de plus que 10 villes à moins de 2 500 milles de distance. Le programme de fidélisation AAdvantage arrive au 17e rang, soit une efficacité de 57,9 %[63].

## American Airlines Vacations
American Airlines Vacations est une filiale d'American Airlines, celle-ci est basée à Dallas/Fort Worth au Texas. Elle propose des vacances à ses clients dans les Caraïbes, au Canada, aux États-Unis, à Hawaï, au Mexique, en Amérique latine, en Europe et en Asie. Elle permet à ses clients de payer ses voyages avec ses points AAdvantage.

## Salons Admirals Club

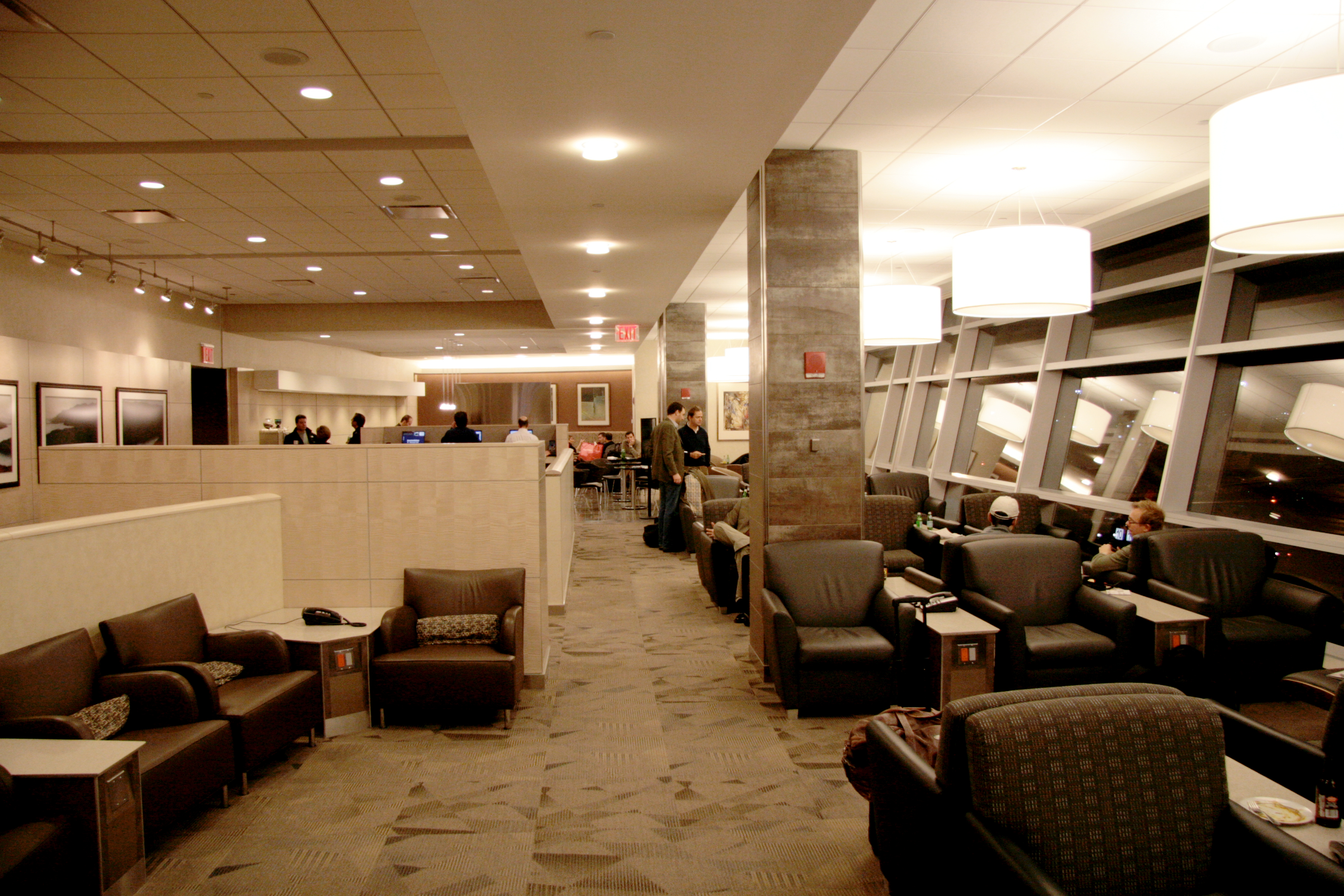
Salon Admirals Club à New York

Les Salons Admirals Club sont des salons exclusifs aux membres voyageant en première classe ou en classe affaires, d'American Airlines, profitant ainsi de privilèges comme l'assistance pour la réservation de vols, accès à des ordinateurs, internet, téléphones, fax, salles de conférences, boissons, fumoirs et douches. En 2010, le coût est de 350 USD à 500 USD annuel pour être membre tout dépendant du programme de fidélité. L'accès pour les non membres est de 50 USD pour une journée.

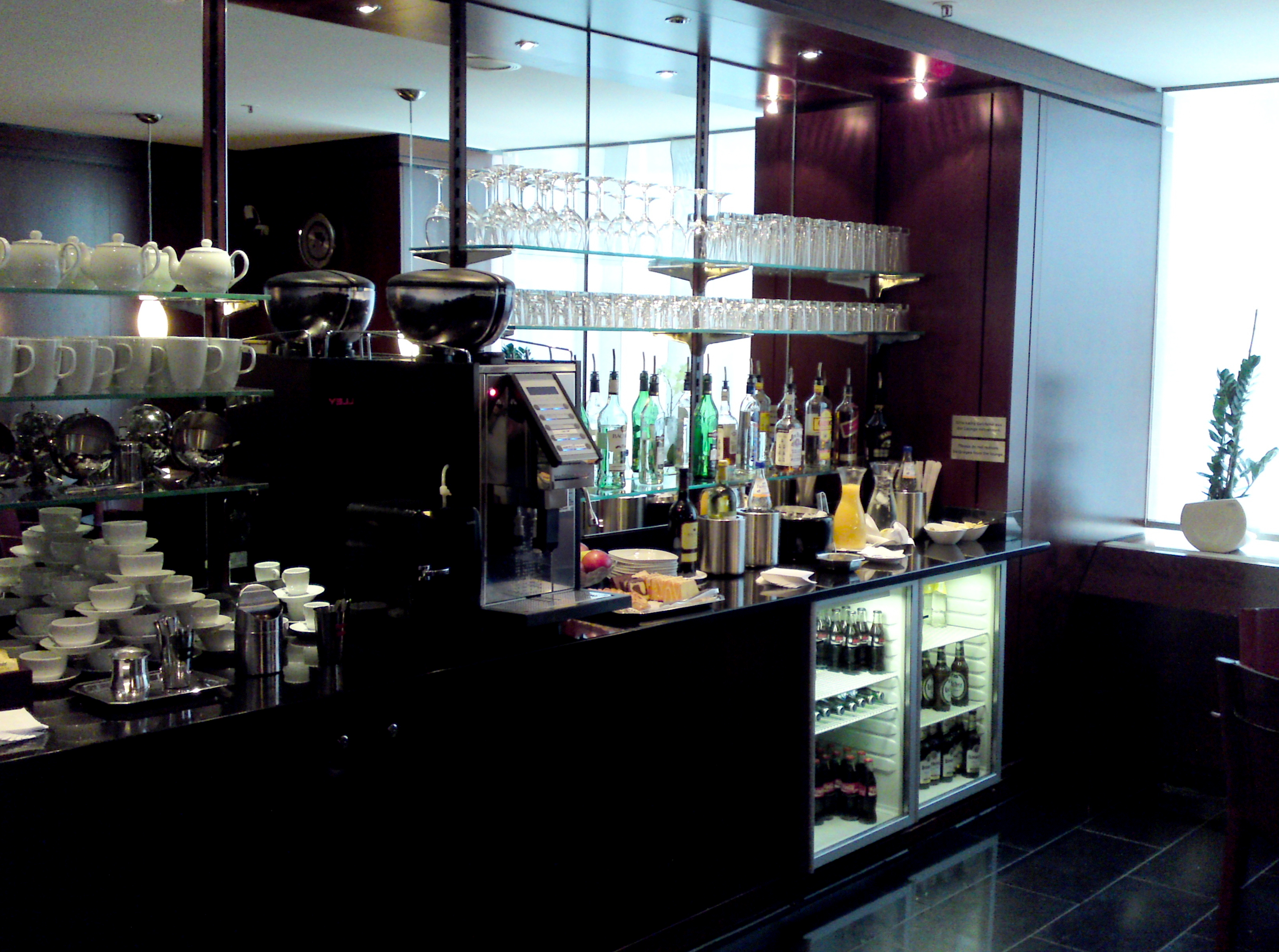
Salon Admirals Club à Francfort

American Airlines est la première compagnie aérienne à avoir introduit les salons lounges dans les aéroports. Elle a ouvert son premier Admirals Club en 1939 à New York LGA,.
Emplacements
| - Atlanta - Austin - Bogotá - Boston - Bueno Aires - Caracas - Chicago-O'Hare (2) - Dallas-Fort Worth (4) | - Denver - Francfort - Honolulu - Kansas City - Lima - Londres Heathrow - Los Angeles - Mexico | - Miami (2) - Nashville - Newark - New York-JFK (2) - New York-LGA - Comté d'Orange - Panama - Paris-CDG | - Philadelphie - Raleigh-Durham - Rio de Janeiro-Galeão - San Diego - San Francisco - San José - San Juan - Santiago du Chili | - Saint-Domingue - São Paulo-Guarulhos - Saint-Louis - Tokyo-Narita - Toronto-Pearson - Washington-Dulles - Washington-Reagan |

### Salons Flagship Lounge
Les Salons Flagship Lounge sont des salons exclusifs aux membres voyageant uniquement en première classe internationalement et sur des vols intérieurs nonstop transcontinental aux États-Unis.
Emplacements
| - Chicago O'Hare Terminal 3 - Londres Heathrow Terminal 3 | - Los Angeles Terminal 4 - Miami Hall E | - New York JFK Terminal 8 |

## Cabines
American Airlines propose un service de trois classes sur ses vols internationaux et vols intérieurs aux États-Unis.

### Première classe

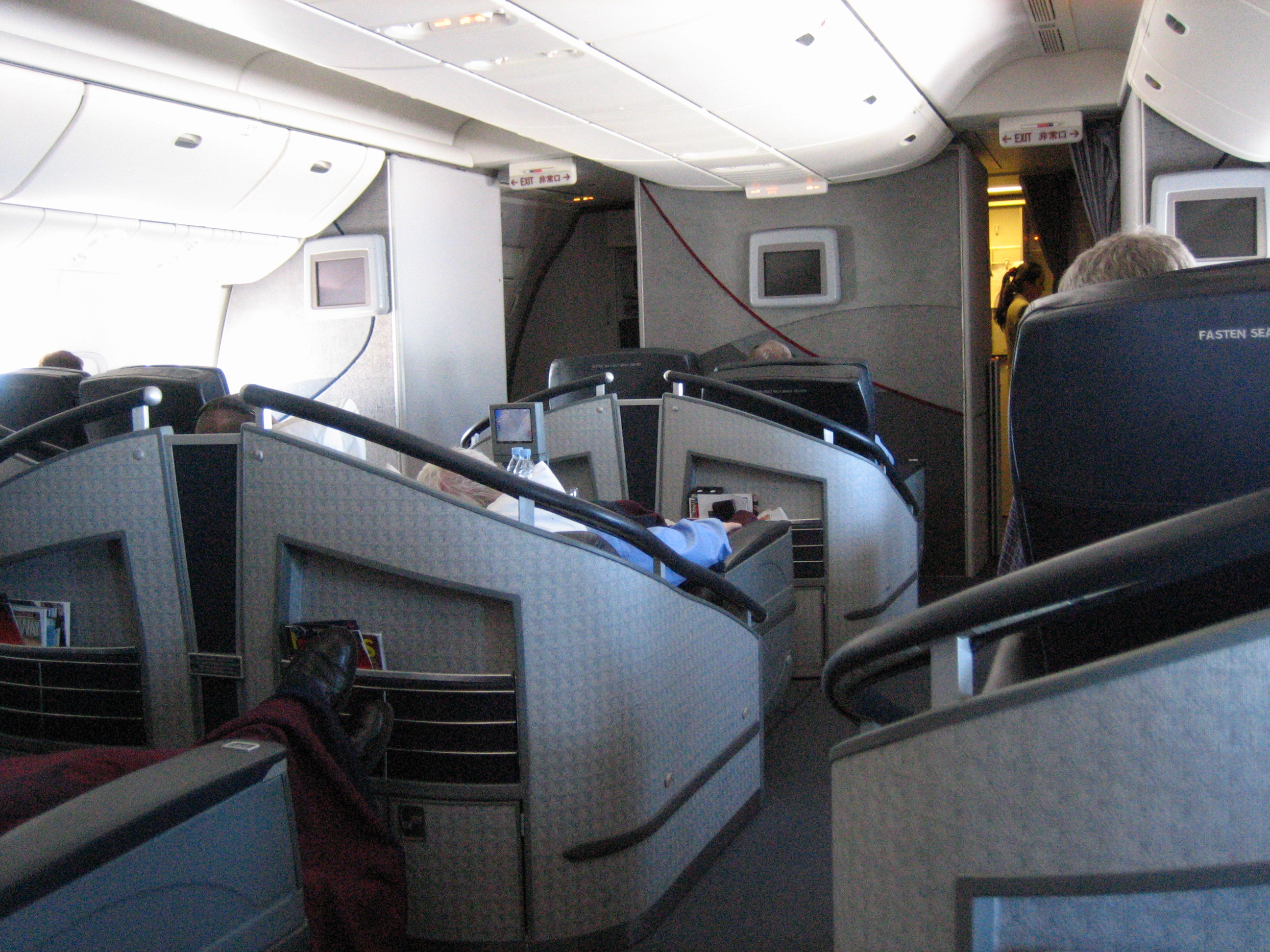
Première classe dans un Boeing 777-200ER

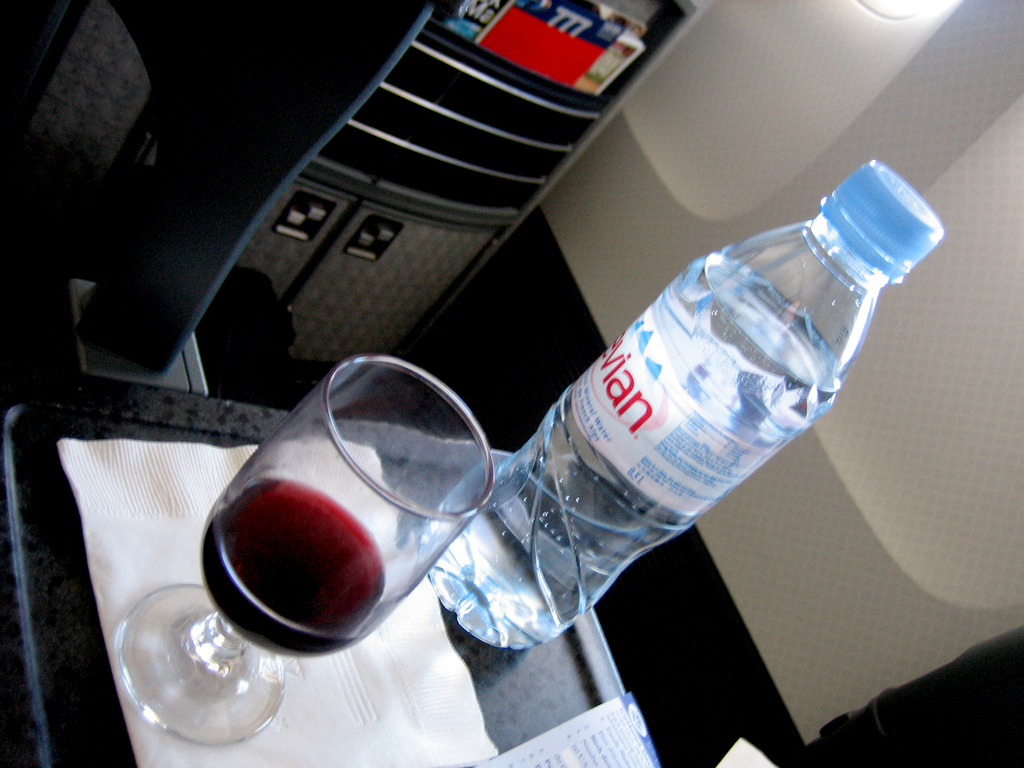
Vin rouge en première classe

La première classe d'American Airlines, Flagship Suite propose à ses clients des sièges transformables en lit incliné de deux mètres, des espaces de travail avec prises de raccordement pour ordinateur portable et téléphones par satellite, des écouteurs Bose, des couettes douillettes en coton et des trousses de toilettes,,. Certaines options peuvent différer selon les vols qu'ils soient intérieurs aux États-Unis ou à l'international.

### Classe affaires
La classe affaires d'American Airlines, propose à ses clients des sièges inclinables à l’horizontale, des écrans tactiles, des prises de raccordement pour ordinateur portable, des écouteurs Bose, des couettes douillettes en coton et des trousses de toilettes,,. Certaines options peuvent différer selon les vols qu'ils soient intérieurs aux États-Unis ou à l'international. Elle est considérée comme « une classe affaires de qualité » selon le magazine britannique Business Traveller via son site francophone.

### Classe économique
La classe économique d'American Airlines, propose à ses clients des sièges confortables et des écrans projecteurs en cabine ou écrans individuels dépendant de la destination et du type d'avion, avec une sélection de films et émissions de télévision,.

## Service à bord

### Restauration

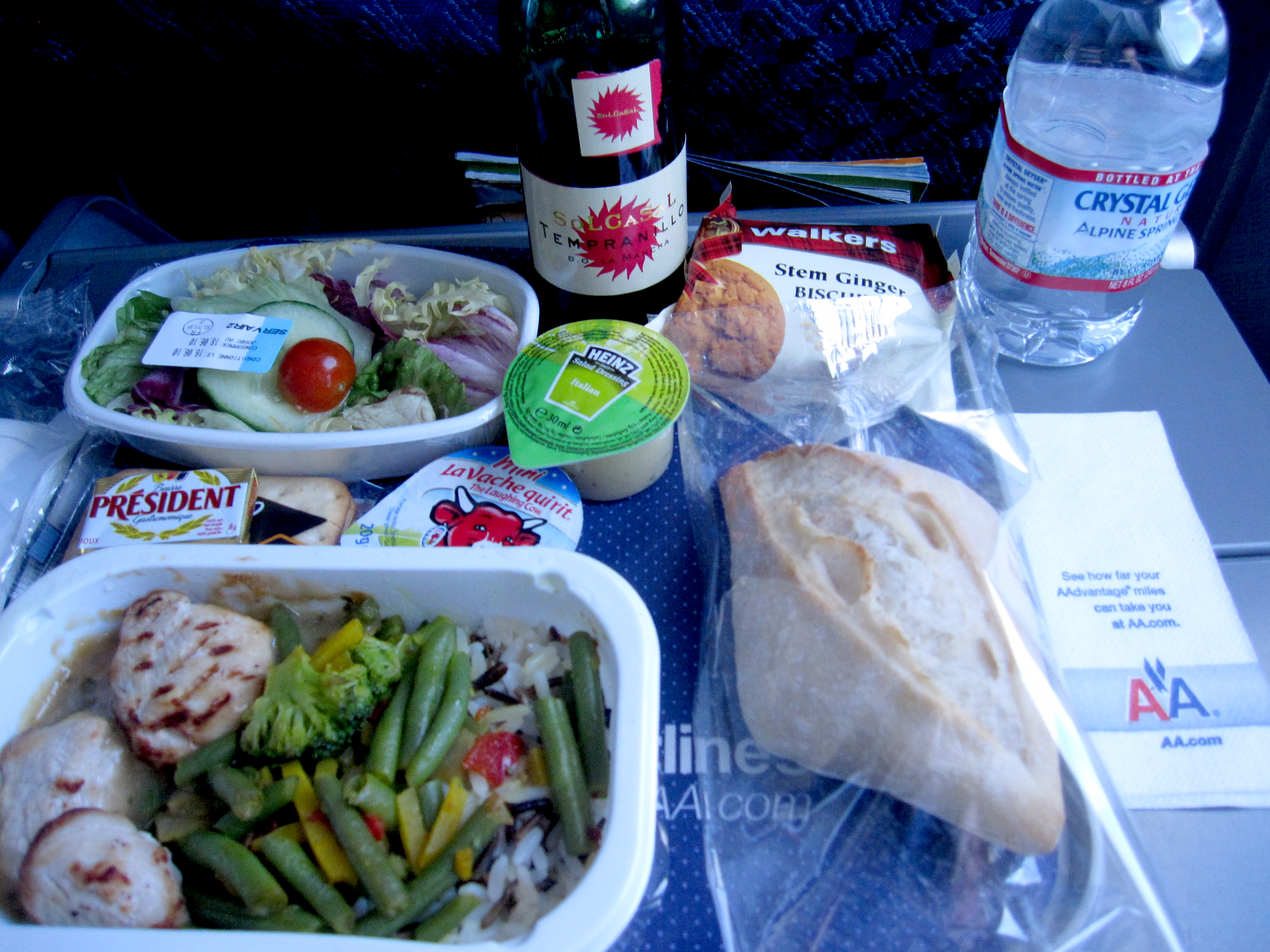
Plateau-repas en classe économique sur un vol international entre CDG-JFK

Sur les vols intérieurs aux États-Unis et internationaux à destination du Canada, d'Amérique centrale et dans les Caraïbes, American Airlines offre un programme de repas légers payants comme des sandwichs, des chips et amandes/noix en classe économique. American Airlines accepte uniquement les cartes de crédit depuis 2009 pour payer les différents achats à bord. Des boissons non alcoolisées sont servies gratuitement et les bières, vins ou les spiritueux sont payants pour les clients voyageant en classe économique. American Airlines offre gratuitement des repas sur ses vols à destinations de l'Asie, l'Amérique du Sud et l'Europe en classe économique.
Pour clients voyageant en première classe et classe affaires sur ses vols intérieurs aux États-Unis et internationaux, American Airlines propose des repas et vins gratuitement,,,. Tous clients désireux de commander un repas spécial peuvent le faire 24h à l'avance.
En 2007, American Airlines a gagné le prix Cellars in the Sky Awards pour la meilleure cave à vin en classe affaires par le magazine britannique Business Traveller,.

### Divertissement

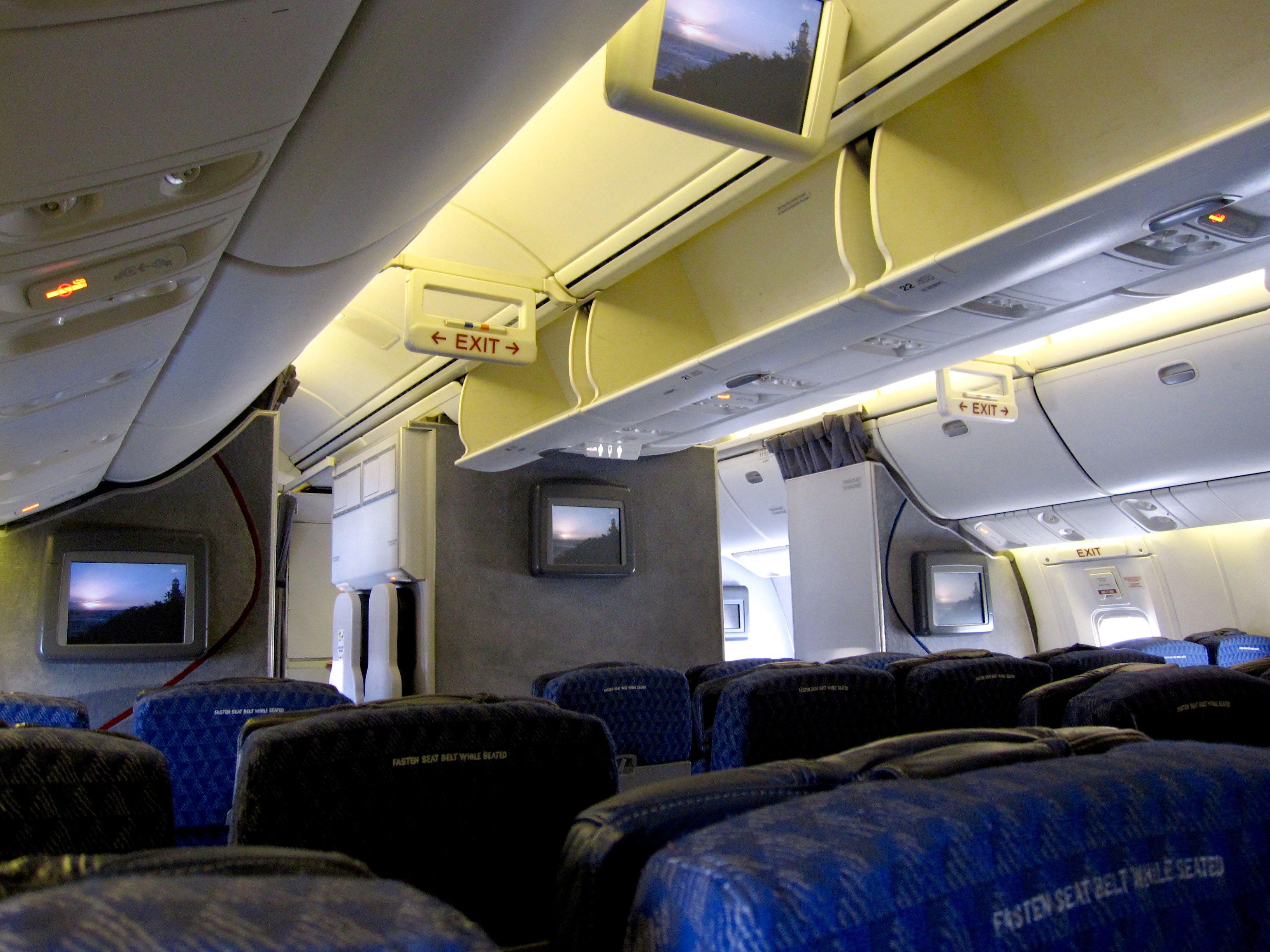
Écrans dans un Boeing 767-300ER en classe économique sur un vol intérieur

American Airlines propose en première classe à ses clients un écran individuel avec programmes sur demande, une prise de raccordement pour ordinateur portable, une liseuse, un téléphone par satellite et des écouteurs individuel Bose. Pour ses clients en classe affaires, American Airlines propose un écran tactile avec une sélection de films, documentaires, jeux et vidéoclips. Pour la classe économique, American Airlines propose des écrans projecteurs en cabine avec une sélections de films.
Le magazine inflight d'American Airlines, American Way est gratuit et se trouve dans chaque avion de la compagnie aérienne. Les couvertures et les oreillers deviendront payants à compter du 1er mai 2010 au coût de huit dollars pour tous les vols en Amérique du Nord, en Amérique centrale et aux Caraïbes. Les écouteurs sont vendus deux dollars sur les vols intérieurs et distribués gratuitement sur les vols internationaux à destinations de l'Asie, l'Amérique du Sud et l'Europe.

### Accès Wi-Fi
Depuis juillet 2008, American Airlines propose à ses clients l'internet Wi-Fi via la compagnie Gogo Inflight à bord de tous ses Boeing 767-200, quelques MD-80 et prochainement ses Boeing 737-800 sur ses vols intérieurs aux États-Unis continentaux, au Canada et au Mexique,.

## Chiffres et données

### Données financières
| Années                                                   | 2009     | 2008     | 2007     | 2006     | 2005     | 2004     |
| -------------------------------------------------------- | -------- | -------- | -------- | -------- | -------- | -------- |
| Chiffre d'affaires (en millions de $)                    | 19,917 $ | 23,766 $ | 22,935 $ | 22,563 $ | 20,712 $ | 18,645 $ |
| Résultat net (en millions de $)                          | 1,500 $  | 2,100 $  | 504 $    | 231 $    | 857 $    | 751 $    |
| Passagers-milles payants (en millions) (RPM)             | 122,418  | 131,757  | 138,453  | 139,454  | 138,374  | 130,164  |
| Sièges-milles offerts (en millions) (ASM)                | 151,774  | 163,532  | 169,906  | 174,021  | 176,112  | 174,015  |
| Revenu passager par siège offert au mille (en cents)     | 12,28 ¢  | 13,84 ¢  | 12,75 ¢  | 12,40 ¢  | 12,01 ¢  | 11,54 ¢  |
| Revenu total par siège offert au mille (RASM) (en cents) | 9,91 ¢   | 11,15 ¢  | 10,39 ¢  | 9,94 ¢   | 9,43 ¢   | 8,63 ¢   |
| Prix moyen par gallon de carburant (en dollars)          | 2,01 $   | 3,02 $   | 2,12 $   | 2,00 $   | 1,72 $   | 1,21 $   |
| Gallons de carburant consommés (en millions)             | 2,499    | 2,694    | 2,834    | 2,881    | 2,948    | 3,014    |
| Coefficient de remplissage (PLF)                         | 80,7 %   | 80,6 %   | 81,5 %   | 80,1 %   | 78,6 %   | 74,8 %   |
| Passagers transportés (en millions)                      | 85,7     | 92,7     | 98,1     | 98,1     | 98,0     | -        |
| Flotte                                                   | 612      | 626      | 655      | 697      | 699      | 727      |
| Employés                                                 | 78,900   | 84,100   | 85,500   | 86,600   | 88,400   | 92,100   |

- Avril 2010: AMR, maison mère d'American Airlines publie ses résultats, perte de 505 millions de dollars au premier trimestre, soit 1,52 dollar par action, un différentiel de 34,6 % par rapport à 2009[101].

### Parts de marché et statistiques

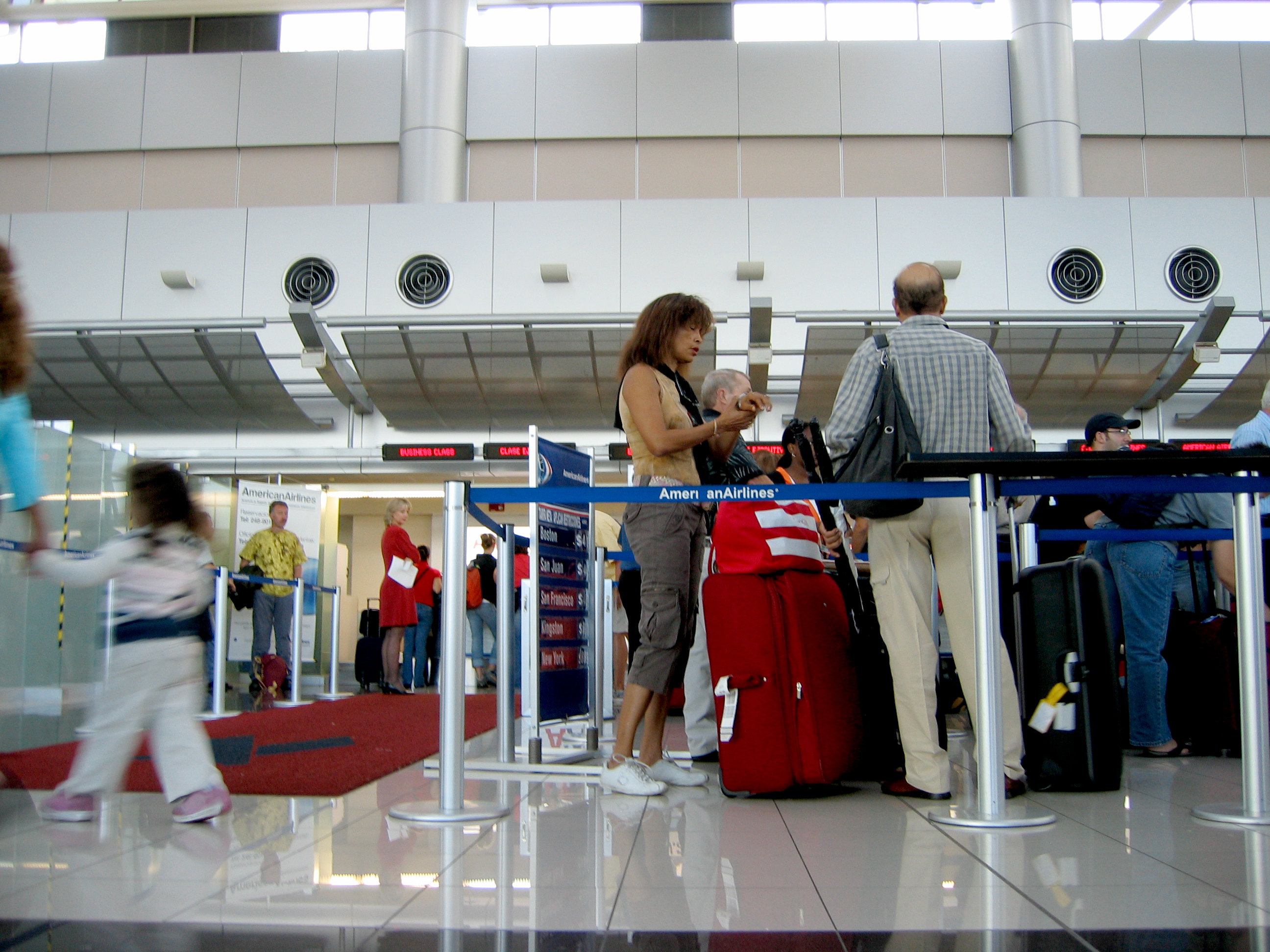
Passagers d'American Airlines en Amérique latine

En 2007, American Airlines représentait 18 % du marché intérieur américain des compagnies aériennes. 35 % de son marché était à l'international et était représenté comme suit:
Pacifique
| 4,1 % |

Europe
| 15,3 % |

Amérique latine & Caraïbes
| 16,6 % |

En 2007, American Airlines a transporté 98,1 millions de passagers. 65 % de ses employés étaient syndiqué. Une journée moyenne chez American Airlines était comme suit:
| - 270 000 passagers transportés - plus de 239 000 réservations par téléphone | - plus de 300 000 bagages manutentionné - près de 3 300 vols | - 1,6 million de visite sur leur site internet www.aa.com |

### Principaux concurrents américains
Au niveau des vols intérieurs et/ou vols internationaux, voici les principaux concurrents d'American Airlines:
| Concurrents intérieurs et à l'international - Delta Air Lines - United Airlines |  |  | Concurrents intérieurs (États-Unis) seulement - AirTran - Alaska Airlines - Frontier Airlines - JetBlue Airways - Southwest Airlines |

### Fret
American Airlines Cargo correspond à la division fret d'American Airlines. En 2008, elle avait un chiffre d'affaires de 874 millions de dollars et a transporté 2,005 millions de tonnes de fret.

### Marketing

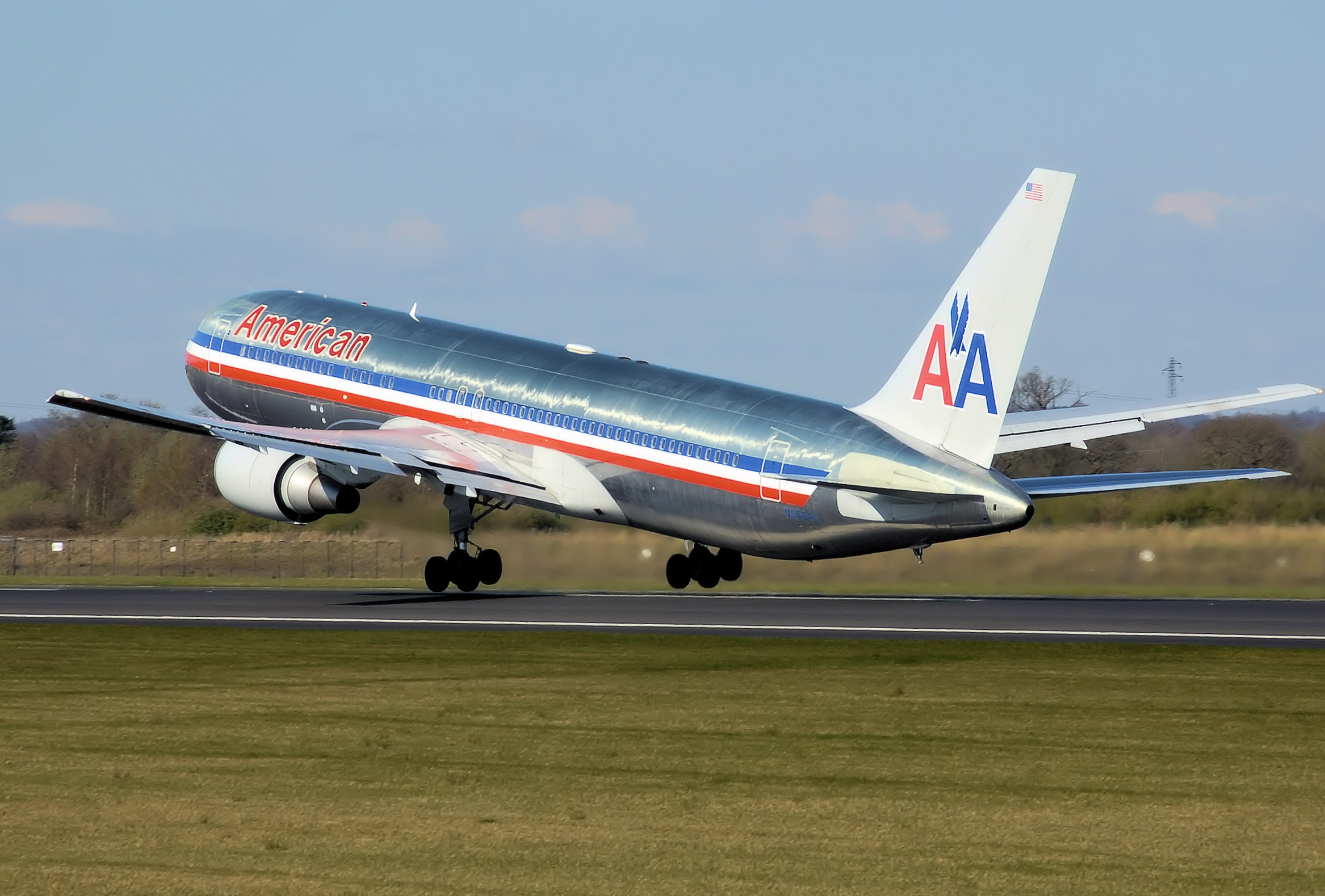
Livrée & logo
- La flotte d'American Airlines a une couleur acier inoxydable sur son fuselage et sa livrée a des bandes rouges, blanches et bleues horizontales. C'est en 1967, que le logo d'American Airlines fut créé par les designers Massimo et Lella Vignelli[104],[105]. Le logo d'American Airlines est un aigle de couleur bleu avec deux lettres capitales AA rouges et bleues sur l'empennage.

Publicité
- American Airlines a investi en publicité au cours des dernières années plusieurs millions de dollars, 153 millions en 2008, 162 millions en 2007 et 154 millions en 2006[96]. En 2008, American Airlines lance une importante campagne de publicité pour promouvoir ses destinations internationales[106]. La même année, elle gagne un prix au Festival international de la publicité de Cannes pour une de sa publicité Team Building[107],[108].

Slogan
- Le présent slogan d'American Airlines est We Know Why You Fly®[108].

Site internet

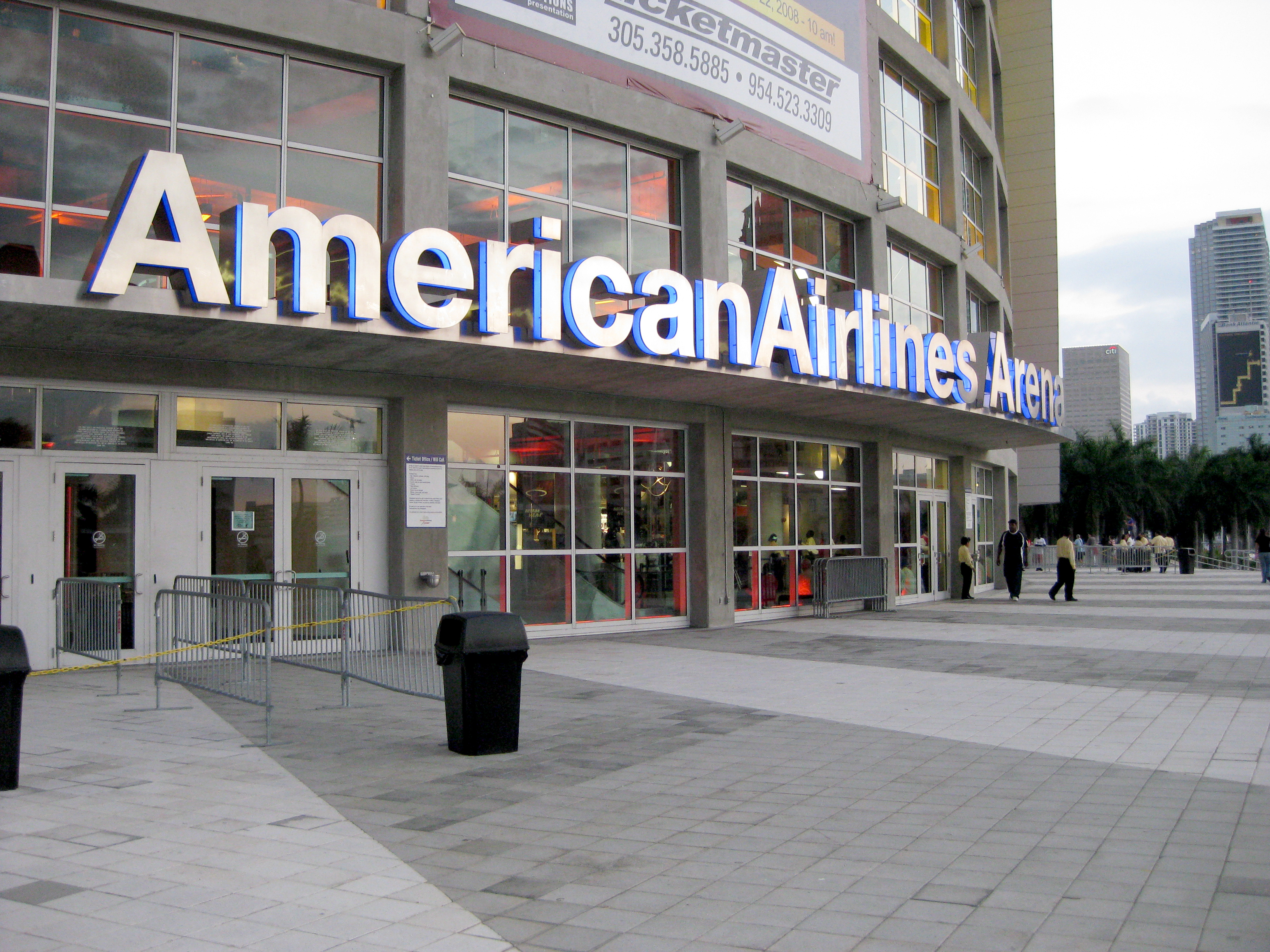
American Airlines Arena

- En 1995, elle lance son premier site internet et ce n'est qu'en 1998 qu'elle simplifie et raccourcit l'adresse de son site en www.aa.com[21]. En 1999, son site reçoit plus de 5 millions de visites mensuelles[21]. En 2000, son site internet remporte le prix "Web Business 50/50" par le magazine américain CIO Magazine[7]. En 2003, elle lance plusieurs versions de son site officiel en Europe dont en France, www.americanairlines.fr en français[21]. En 2004, elle reçoit 950 000 visites quotidiennement[21]. En novembre 2010, selon Alexa Internet son site est classé 1299e au niveau mondial et 334e aux États-Unis[109]. Le 14 novembre 2010, American Airlines dévoile une nouvelle mise en page de son site www.aa.com[110].

Médias sociaux
- Pour rejoindre et communiquer plus facilement avec ses clients, elle converge vers les médias sociaux comme plusieurs entreprises. Depuis mai 2006, American Airlines possède sa chaîne sur YouTube[111]. Depuis mars 2009, elle est sur Flickr[112] et Facebook[113],[114]. En avril 2009, elle crée son compte Twitter[114],[115].

iPhone
- American Airlines lance le 26 juillet 2010, sa première application iPhone[116].

Commanditaires
- American Airlines est commanditaire majeur de deux complexes sportifs aux États-Unis soit le American Airlines Arena[117] à Miami et le American Airlines Center[118] à Dallas.

Placement de produit
- Dans le film Up in the Air[119], American Airlines est la compagnie aérienne préférée du personnage principal, Ryan Bingham interprété par George Clooney[120]. La compagnie aérienne, n'a rien dépensé pour mettre en avant plan plusieurs images et séquences corporatives dans ce film. American Airlines bénéficie d'un placement de produit[121].

## Initiatives environnementales
American Airlines est la première compagnie aérienne américaine à s'être jointe à l'agence de protection de l'environnement des États-Unis (EPA) et de plus s'être engagée à réduire ses gaz à effet de serre de 30 % d'ici 2025. De plus, elle a commencé à remplacer sa flotte de MD-80 par de nouveaux Boeing 737-800. En 2008, elle a émis 29 millions de tonnes métriques de CO2, soit une baisse de 5 % par rapport à 2007,.

## Implications sociales
American Airlines est impliquée dans plusieurs causes sociales. Depuis 1983, elle supporte l'organisme Susan G. Komen for the Cure® qui fait la prévention du cancer du sein, 8 avions de sa flotte ont une livrée spéciale arborant un ruban rose en support à la cause,. Elle est partenaire de l'Unicef depuis 1994. En 2008, pour honorer les vétérans lors du Veterans Day aux États-Unis, elle dévoile une livrée sur un Boeing 757 arborant un ruban jaune en support aux vétérans et aux soldats impliqués en Irak et en Afghanistan,. En janvier 2010, elle se joint à la Croix-Rouge américaine pour venir en aide lors du séisme en Haïti.
En 2017, la NAACP, la plus importante organisation de défense des Noirs aux États-Unis, dénonce des discriminations récurrentes contre des passagers noirs et avertit ceux-ci que prendre un vol d'American Airlines « pourrait les exposer à un traitement irrespectueux, discriminatoire et dangereux ». La compagnie se déclare « déçue » par le comportement de certains de ses employés et avoirs pris contact avec la NAACP.

## Faiblesses
- L'âge avancée de la flotte d'American Airlines est une faiblesse et un désavantage contre ses compétiteurs aériens américains, en février 2010, sa flotte était âgée de 14,7 ans.
- Pour l'année entière 2009, de janvier à décembre, American Airlines était la 16e compagnie aérienne américaine pour ce qui est des retards avec 77,2 % de ses vols[132]. Elle était classée comme la dernière des grosses compagnies américaines[132].
- Pour l'année entière 2009, de janvier à décembre, American Airlines a reçu 913 plaintes sur 85,7 millions de passagers transportés, ce qui la classée au 15e rang des compagnies aériennes américaines pour le nombre de plaintes[132]. Les plaintes les plus courantes étaient 230 pour des bagages perdus/endommagés, 211 pour des problèmes d'avions, 127 pour des problèmes de service à la clientèle et 119 pour des problèmes au niveau de l'enregistrement/ticketing[132].
- Selon le site web Air Safe qui calcule depuis 1970 les accidents aériens publie qu'American Airlines a un taux de mortalité de 0,4 pour un million de vols effectués, évalué sur 25,08 millions de vols[133].

## Incidents et accidents

### Années 1940
- Vol AA28 ; 23 octobre 1942 : entre Burbank et New York, Douglas DC-3, 12 morts, 2 survivants
- Vol AA63 ; 28 juillet 1943 : entre Cleveland et Memphis, Douglas DC-3, 18 morts, 2 survivants
- Vol AA63 ; 15 octobre 1943 : entre Nashville et Memphis, Douglas DC-3, 11 morts
- Vol AA2 ; 10 février 1944 : entre Little Rock et Memphis, Douglas DC-3, 24 morts
- Vol AA6001 ; 10 janvier 1945 : au Lockheed Air Terminal (aujourd'hui nommé aéroport Bob-Hope) (Californie), Douglas DC-3, 24 morts
- Vol AA9 ; 23 février 1945 : entre New York et Washington DC, Douglas DC-3, 17 morts
- Vol AA6-103 ; 3 mars 1946 : à El Centro (Californie), Douglas DC-3, 25 morts
- Vol AA26 ; 25 août 1946 : à Ashland (Mississippi), Douglas C-47, 2 morts
- Vol AA2007 ; 28 décembre 1946 : entre Détroit et Chicago, Douglas C-50, 21 morts
- Vol AA765 ; 8 août 1947 : entre New York et Buffalo, Douglas DC-3, 2 morts
- Vol AA157 ; 29 novembre 1949 : à l'aéroport de Dallas-Love Field (Texas), Douglas DC-6, 28 morts, 18 survivants

### Années 1950
- Vol AA14 ; 22 août 1950 : entre Los Angeles et Chicago, Douglas DC-6, 1 mort
- Vol AA6780 ; 22 janvier 1952 : à Elizabeth (New Jersey), Convair 240, 30 morts
- Vol AA910 ; 28 juin 1952 : à l'aéroport de Dallas-Love Field (Texas), Douglas DC-6, 2 morts, 60 survivants
- Vol AA723 ; 16 septembre 1953 : à Albany (New York), Convair 240, 28 morts
- Vol AA163 ; 6 juillet 1964 : entre Cleveland et St-Louis, Douglas DC-6, 1 mort
- Vol AA711 ; 20 mars 1955 : entre Chicago et Springfield, Convair 240, 13 morts
- Vol AA476 ; 4 août 1955 : à Fort Leonard (Missouri), Convair 240, 30 morts
- Vol AA? ; 6 janvier 1957 : à Tulsa (Oklahoma), Convair 240, 1 mort
- Vol AA320 ; 3 février 1959 : à l'aéroport de LaGuardia (New York), Lockheed L-188 Electra, 65 morts, 8 survivants
- Vol AA514 ; 15 août 1959 : à Calverton (New York), Boeing 707, 5 morts

### Années 1960
- Vol AA1502 ; 28 janvier 1961 : à Montauk (New York), Boeing 707, 6 morts
- Vol AA1 ; 1er mars 1962 : entre New York et Los Angeles, Boeing 707, 95 morts
- Vol AA383 ; 8 novembre 1965 : entre New York et Cincinnati, Boeing 727, 58 morts, 4 survivants

### Années 1970
- Vol TCA505 ; 28 décembre 1970 : à St-Thomas (Îles Vierges américaines), Boeing 727, 2 morts, 46 survivants
- Vol AA96 ; 12 juin 1972 : au-dessus de Windsor (Ontario), DC-10, 0 mort, 67 survivants
- Vol AA625 ; 27 avril 1976 : à St-Thomas (Îles Vierges américaines), Boeing 727, 37 morts, 51 survivants
- Vol AA191 ; 25 mai 1979 : à l'aéroport international O'Hare de Chicago (Illinois), DC-10, 273 morts
- Vol AA444 ; 15 novembre 1979 : entre Chicago et Washington D.C., Boeing 727, 0 mort, 78 survivants

### Années 1980
- Vol AA? ; 16 avril 1985 : entre Dallas et San Diego, Boeing 727, 0 morts, tous survivants
- Vol AA663 ; 27 juillet 1985 : entre San Juan et Dallas, DC-10, 0 morts, tous survivants
- Vol AA132 ; 3 février 1988 : entre Dallas et Nashville, MD-83, 0 morts, tous survivants

### Années 1990
- Vol AA1572 ; 12 novembre 1995 : à l'aéroport international Bradley d'Hartford (Connecticut), MD-83, 0 morts, 78 survivants
- Vol AA965 ; 20 décembre 1995 : à Buga (Colombie), Boeing 757, 159 morts, 4 survivants
- Vol AA1340 ; 9 février 1998 : à l'aéroport international O'Hare de Chicago (Illinois), Boeing 727, 0 morts
- Vol AA1420 ; 1er juin 1999 : à Little Rock (Arkansas), MD-82, 11 morts, 134 survivants

### Années 2000
- Vol AA1291 ; 20 novembre 2000 : à l'aéroport international de Miami, Airbus A300, 1 mort
- Vol AA11 ; 11 septembre 2001 : sur la Tour nord du World Trade Center (New York), Boeing 767, 92 morts, 0 survivants
- Vol AA77 ; 11 septembre 2001 : sur le Pentagone (Virginie), Boeing 757, 64 morts, 0 survivants
- Vol AA587 ; 12 novembre 2001 : dans le Queens (New York), Airbus A300, 265 morts
- Vol AA63 ; 22 novembre 2001 : entre Paris et Miami, 0 mort
- Vol AA924 ; 7 décembre 2005 : à l'aéroport international de Miami (Floride), 1 mort
- Vol AA1740 ; 20 juin 2006 : entre Los Angeles et Chicago, MD-80, 0 morts
- Vol AA? ; 5 juillet 2006 : entre New York et St-Domingue, 0 morts
- Vol AA1400 ; 28 septembre 2007 : entre St-Louis et Chicago, MD-82, 0 morts
- Vol AA268 ; 22 septembre 2008 : entre Seattle et New York, Boeing 757, 0 morts
- Vol AA1544 ; 24 décembre 2008 : entre Chicago et Washington D.C., MD-80, 0 morts
- Vol AA2078 ; 8 mars 2009 : entre San Juan et Chicago, Boeing 757, 0 morts
- Vol AA? ; 9 mai 2009 : à l'aéroport international de Miami (Floride), 1 mort
- Vol AA331 ; 22 décembre 2009 : à Kingston (Jamaïque), Boeing 737, 0 morts

### Années 2010
- Vol AA49 ; 13 avril 2010 ; entre Paris et Dallas, Boeing 767, fumée cabine, aucun blessé
- Vol AA1640 ; 26 octobre 2010 ; entre Miami et Boston, Boeing 757, décompression de la cabine, déclenchement des masques à oxygène, trou 60 cm dans le fuselage, aucun blessé
- Vol AA180 ; 4 janvier 2011 ; atterrissage d'urgence d'un Boeing 767 à New York/JFK dû à un problème technique sur le train d'atterrissage, aucun blessé
- Vol AA383 ; 28 octobre 2016 ; explosion du réacteur droit d'un Boeing 767 au décollage de l'aéroport O'Hare de Chicago

## Organisation corporative

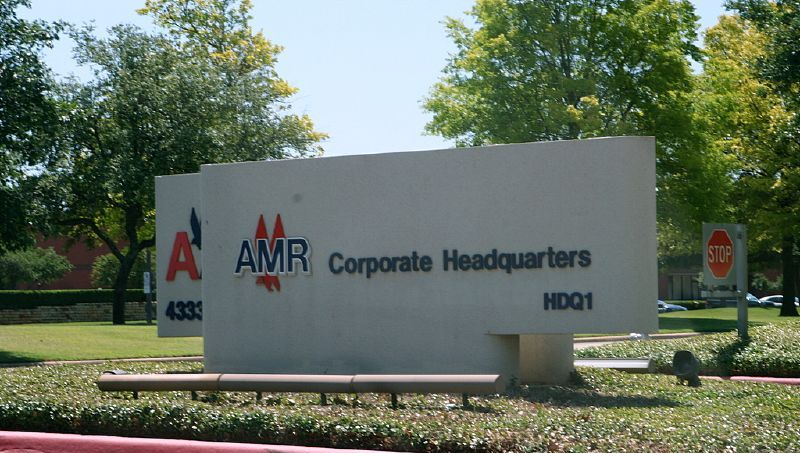
Le siège social d'American Airlines et d'AMR Corporation à Fort Worth

PDG :,
| - 1934-1968: C. R. Smith - 1973-1974: C. R. Smith | - 1974-1985: Albert V. Casey - 1985-1998: Robert L. Crandall | - 1998-2003: Donald J. Carty - 2003-2004: Gerard Arpey | - 2004-2011: Gerard Arpey - 2011-présent: Thomas W. Horton |

### Siège social
Le siège social d'American Airlines est situé à Fort Worth au Texas, adjacent à l'aéroport international de Dallas-Fort Worth. Anciennement situé à New York, elle déménage en 1979, son siège social à Fort Worth. Annoncé en 1978, le maire de New York de l'époque, Ed Koch, qualifia la compagnie aérienne de « traître » envers la ville de New York, car son déménagement amènera avec elle 1 300 emplois. Les nouveaux locaux d'American Airlines comprennent des bâtiments pour à la formation du PNC, des salles de l'entraînement des pilotes, ainsi qu'un centre de réservations pour le Sud des États-Unis.

## Prix
American Airlines a été élue meilleure compagnie aérienne nord-américaine à la cérémonie des World Travel Awards en 2010. En 2008, elle a été élue meilleure compagnie aérienne nord-américaine par le magazine britannique Business Traveller,. Elle est classée 3 étoiles Skytrax.

## Galerie

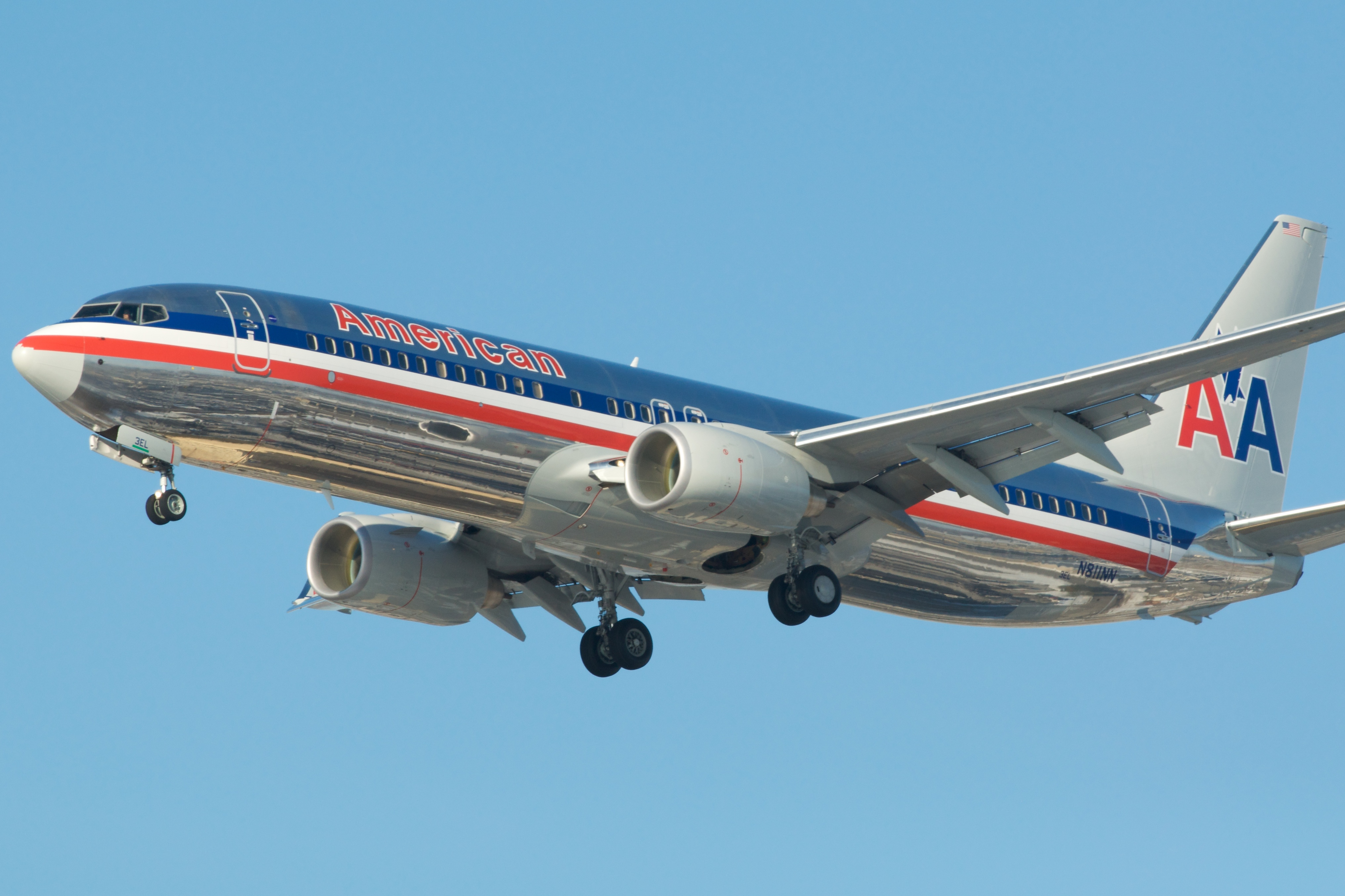
Boeing 737-800.
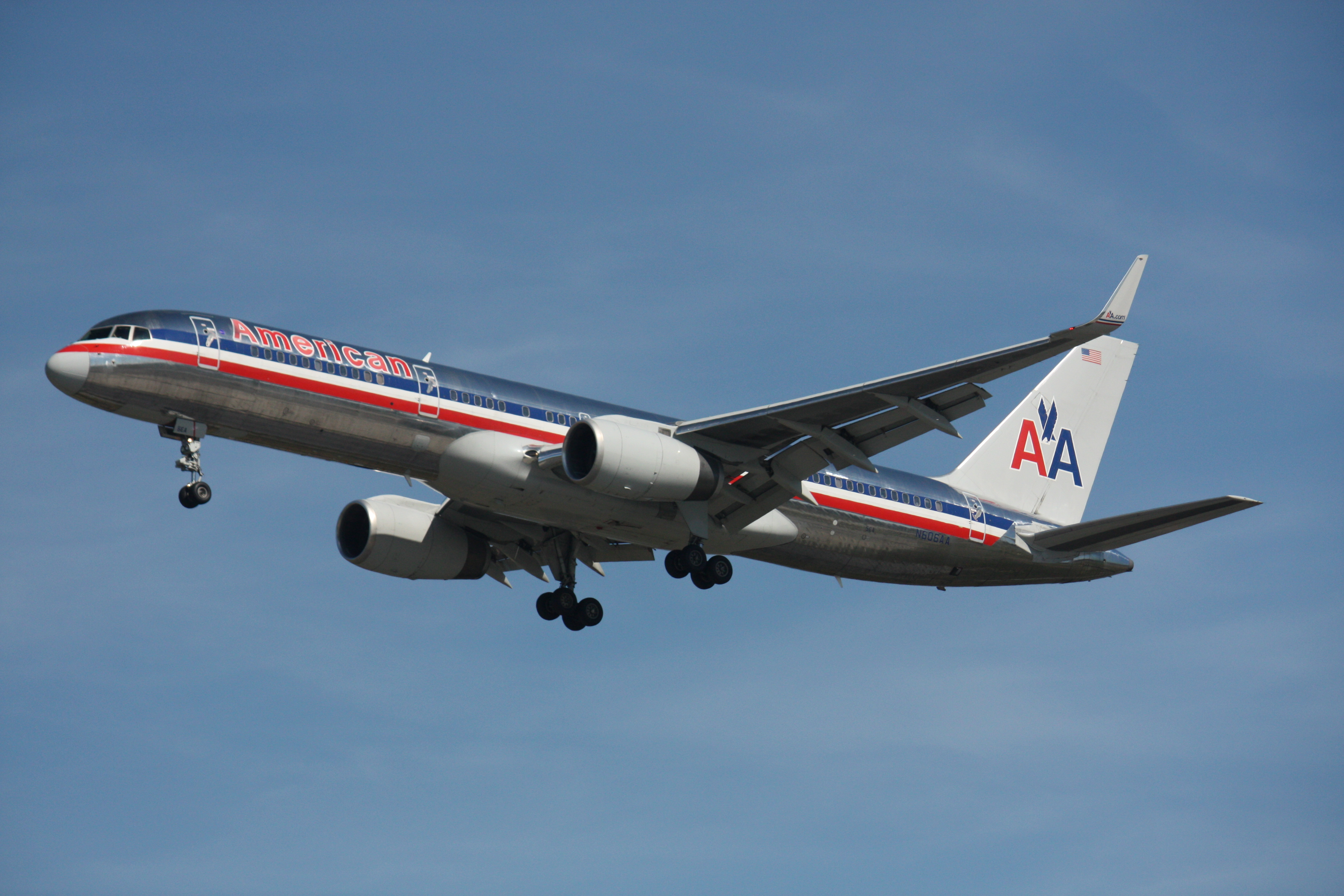
Boeing 757-200.
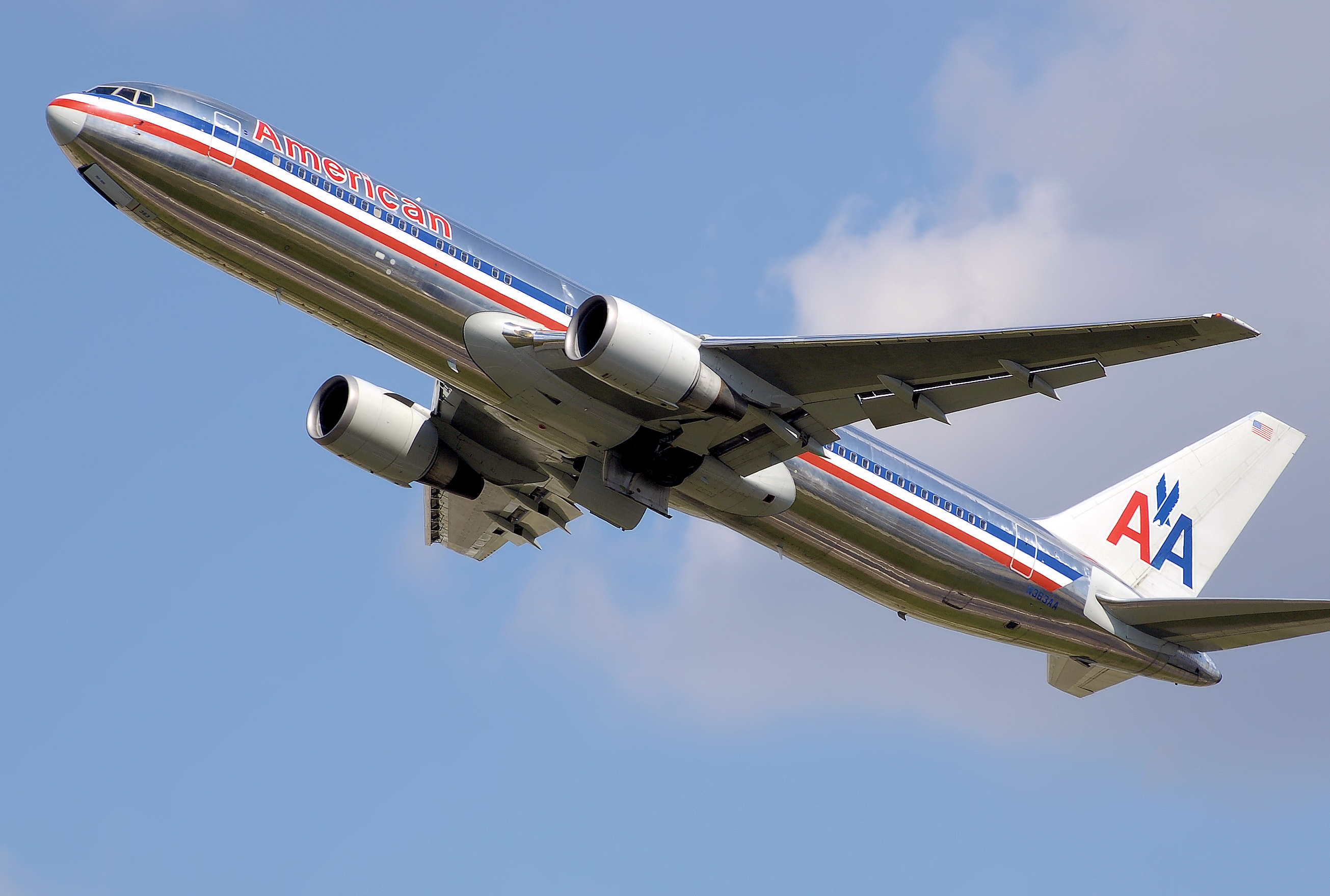
Boeing 767-300ER.
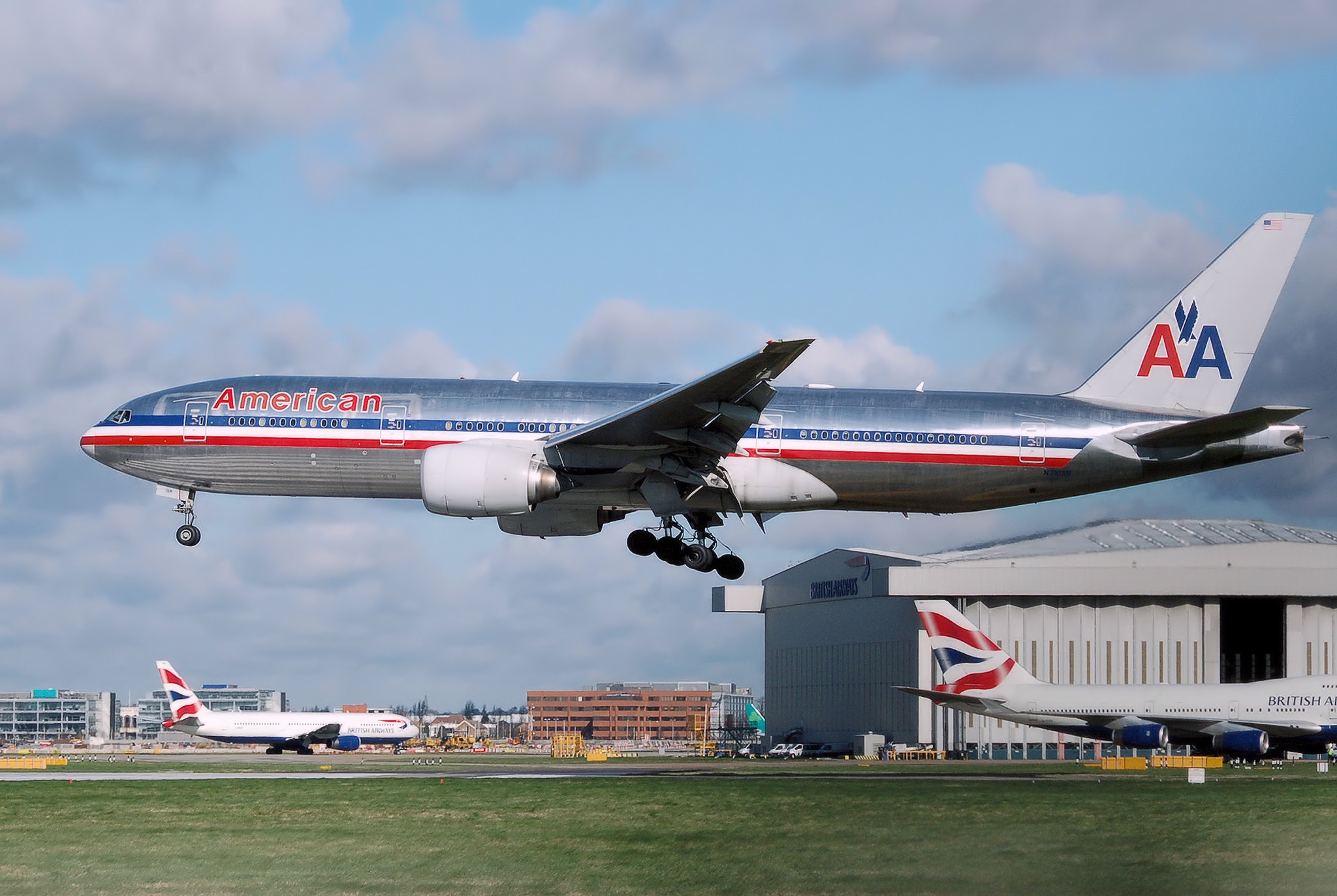
Boeing 777-200ER.

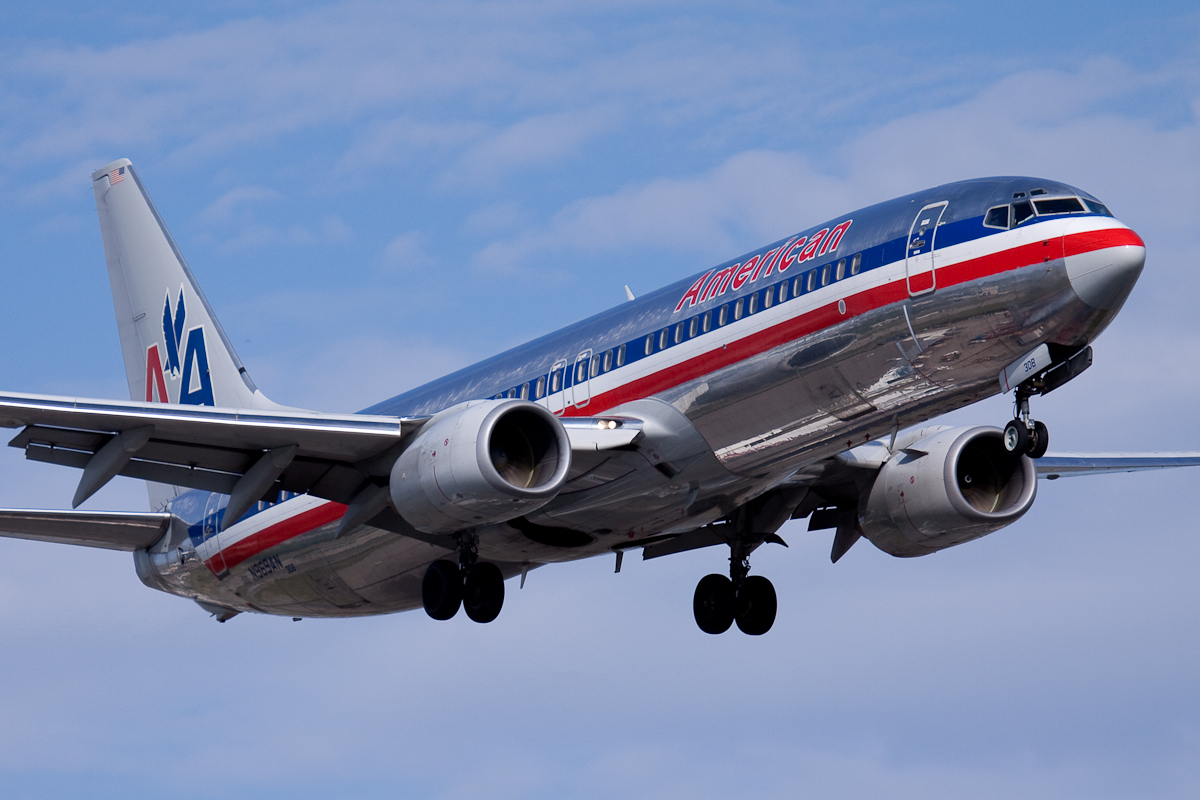
Boeing 737-800.
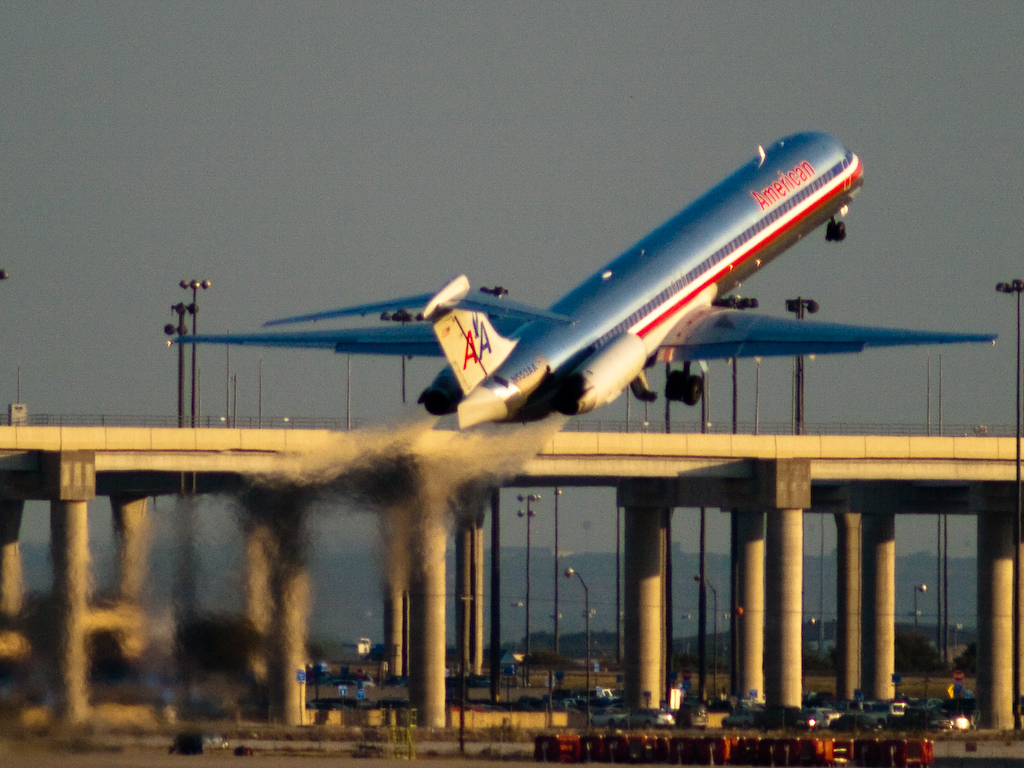
MD-80.
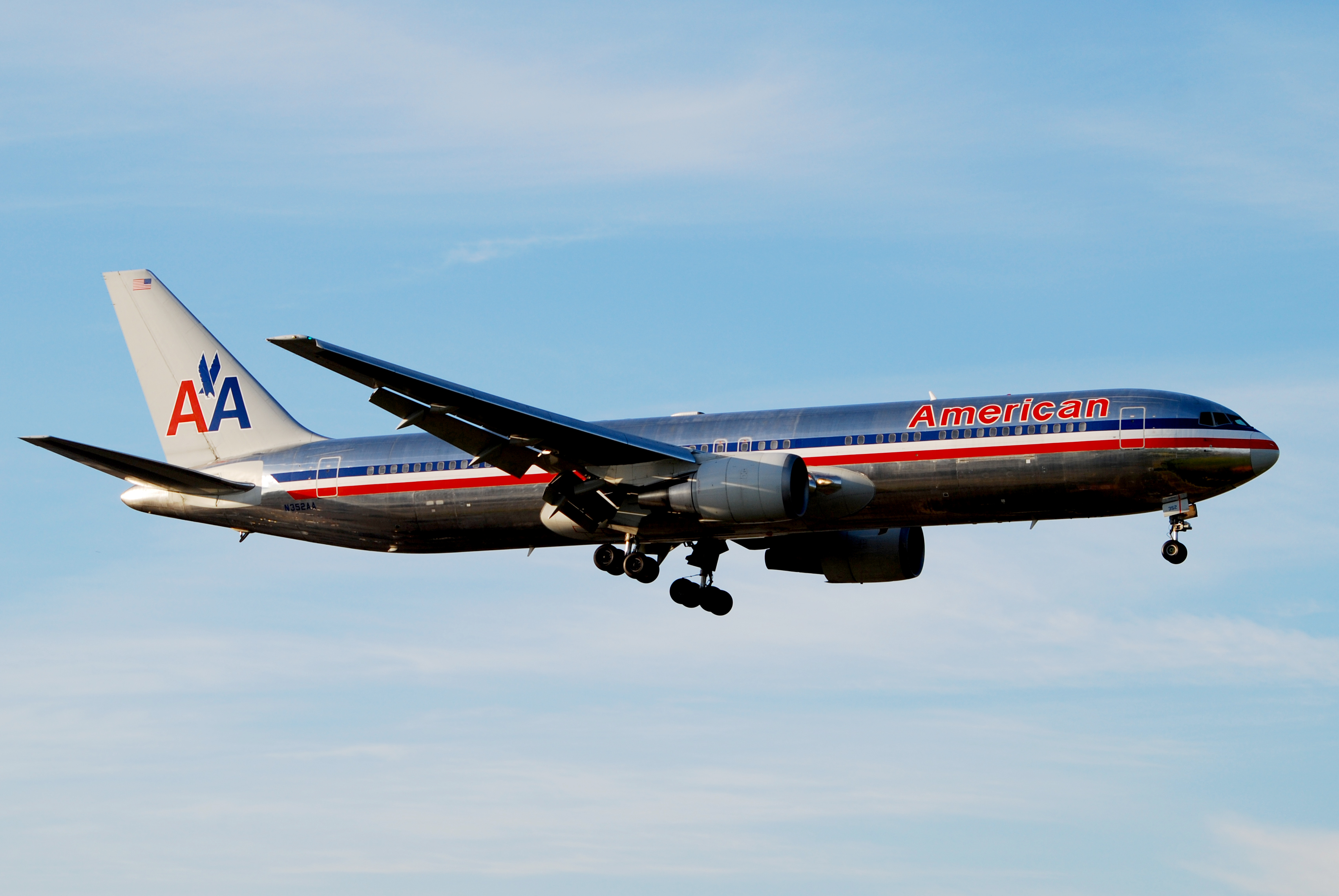
Boeing 767-300ER.
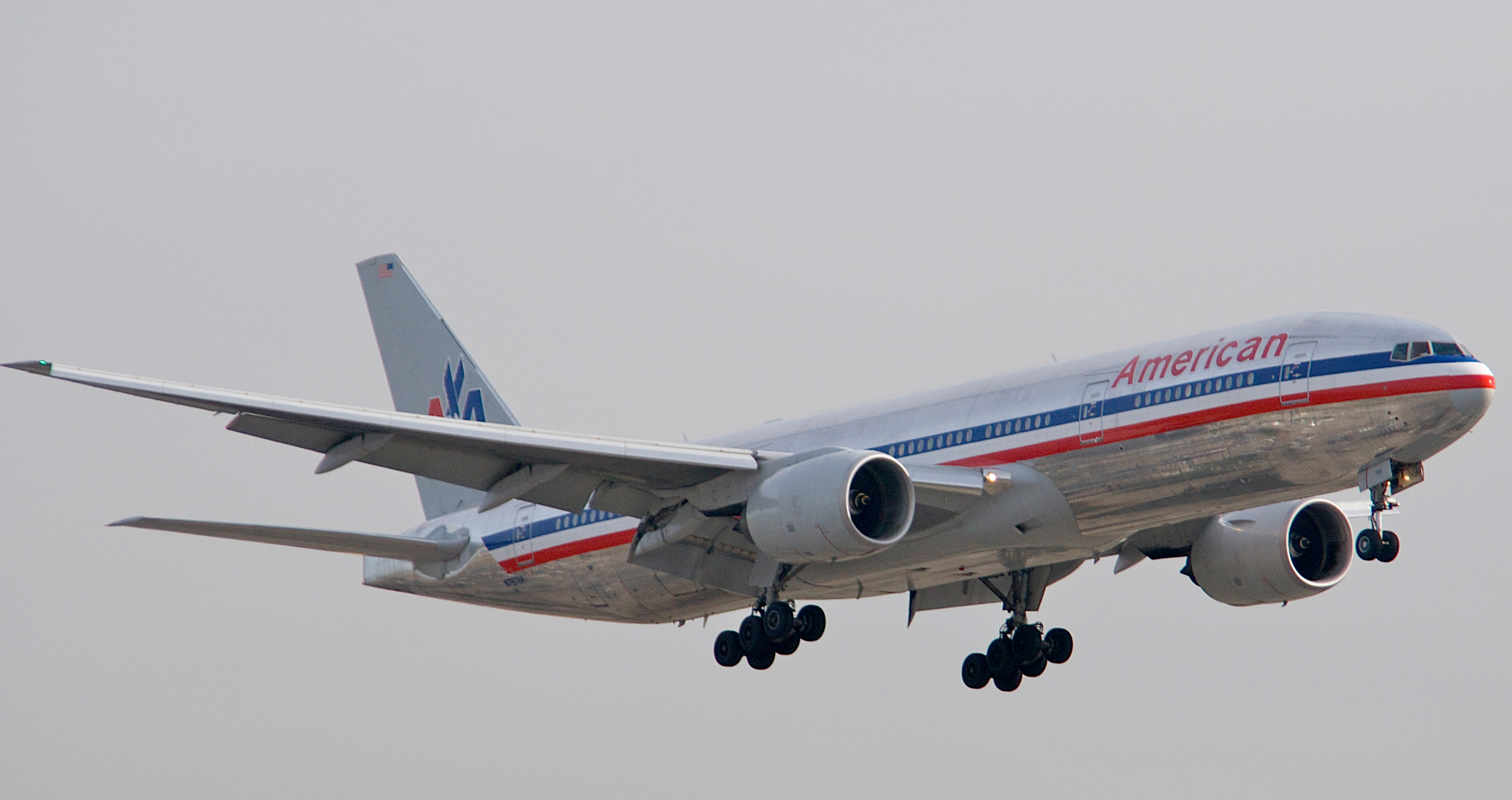
Boeing 777-200ER.